# Carlo Alberto di Savoia
Carlo Alberto di Savoia-Carignano (Carlo Alberto Emanuele Vittorio Maria Clemente Saverio di Savoia-Carignano; Torino, 2 ottobre 1798 – Porto, 28 luglio 1849) è stato Re di Sardegna dal 27 aprile 1831 al 23 marzo 1849, e sovrano degli stati sabaudi, retti in unione personale e poi uniti con la fusione perfetta del 1847.
Durante il periodo napoleonico visse in Francia dove acquisì un'educazione liberale. Come principe di Carignano nel 1821 diede e poi ritirò l'appoggio ai congiurati che volevano imporre la costituzione al re di Sardegna Vittorio Emanuele I. Divenne conservatore e partecipò alla spedizione legittimista contro i liberali spagnoli del 1823. Pur non destinato al trono, diventò re dello Stato sabaudo nel 1831, alla morte dello zio Carlo Felice che non aveva eredi.
Da sovrano, dopo un primo periodo conservatore durante il quale appoggiò vari movimenti legittimisti d'Europa, nel 1848 aderì all'idea di un'Italia federata guidata dal Papa (neoguelfismo) e libera dagli Asburgo. Pur con qualche indecisione, nello stesso anno, concesse lo Statuto, la carta costituzionale che sarebbe rimasta in vigore (prima nel Regno di Sardegna e poi nel Regno d'Italia) fino al 1947.
Guidò le forze che portarono alla prima guerra di indipendenza contro l'Austria ma, abbandonato da papa Pio IX e dal re Ferdinando II delle Due Sicilie, nel 1849 fu sconfitto e abdicò in favore del figlio Vittorio Emanuele. Morì in esilio qualche mese dopo nella città portoghese di Oporto. Il suo tentativo di liberare l'Italia settentrionale dall'Austria rappresentò il primo sforzo dei Savoia di mutare gli equilibri della penisola dettati dal Congresso di Vienna. L'opera sarà ripresa con successo dal figlio Vittorio Emanuele, che diverrà il primo re d'Italia.

## Biografia
(Motto di Carlo Alberto riportato in Bocca, p. 198)

### Le origini e la prima giovinezza (fino al 1814)

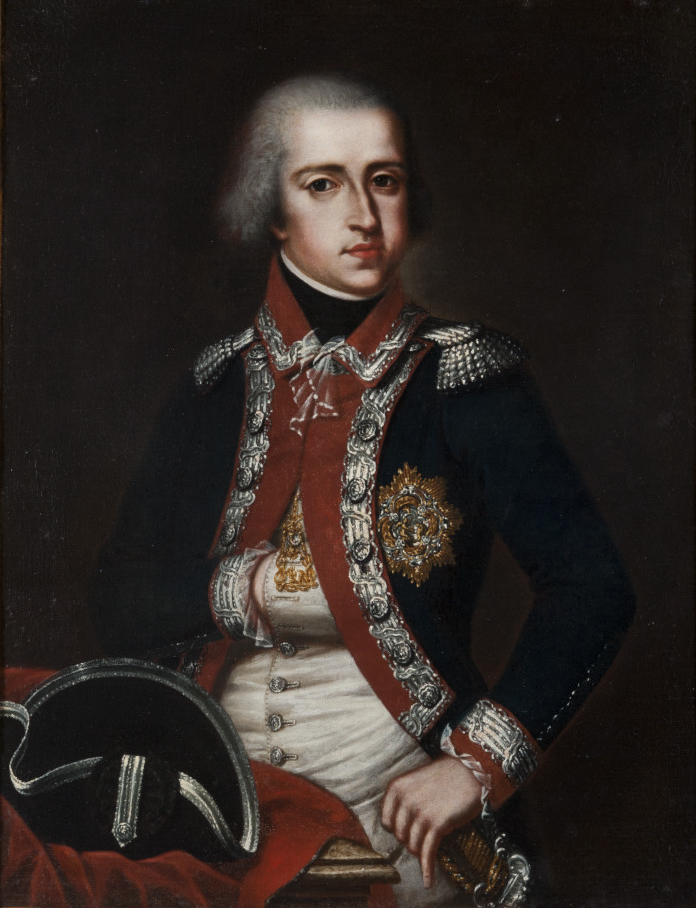
Carlo Emanuele di Savoia-Carignano, padre di Carlo Alberto

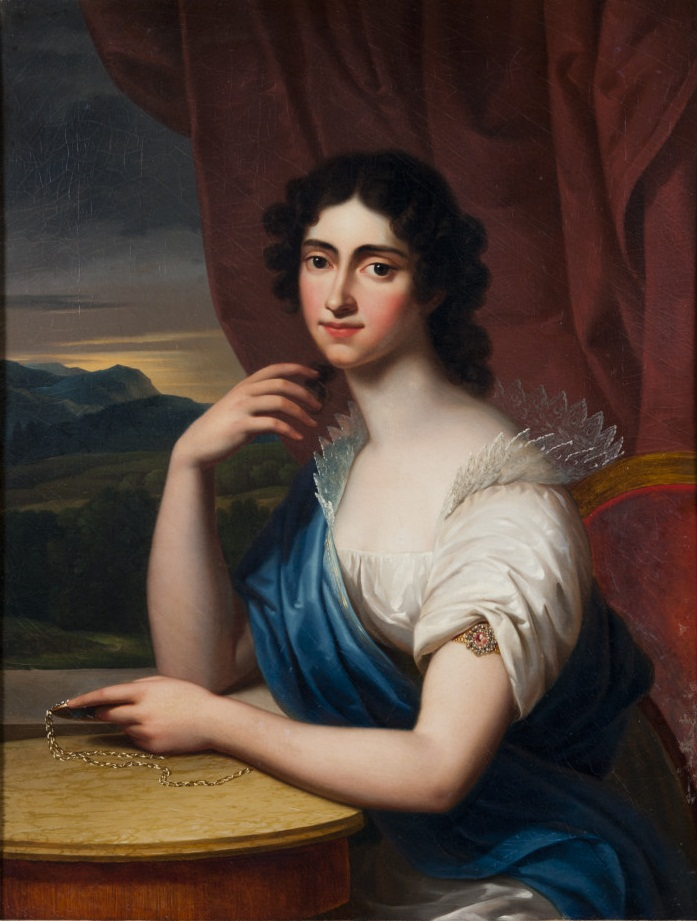
Maria Cristina Albertina di Sassonia, madre di Carlo Alberto

Carlo Alberto nacque a Palazzo Carignano a Torino, figlio di Carlo Emanuele e di Maria Cristina Albertina di Sassonia. Suoi padrini di battesimo furono il re di Sardegna Carlo Emanuele IV e la sua consorte, regina Maria Clotilde di Borbone.
Carlo Alberto apparteneva ai Carignano, il ramo cadetto dei Savoia discendente dal capostipite Tommaso Francesco, figlio di Carlo Emanuele I.
Nonostante il sovrano regnante Carlo Emanuele IV di Savoia non avesse avuto figli, al momento della nascita Carlo Alberto aveva poche speranze di salire al trono. Erano infatti in vita gli eredi diretti della dinastia, ovvero i fratelli del monarca e i loro figli. Ma nel 1799, e cioè un anno dopo la nascita di Carlo Alberto, morirono 2 dei 4 esponenti di casa Savoia che lo precedevano nella linea successione: il piccolo Carlo Emanuele (di vaiolo a 3 anni), figlio di Vittorio Emanuele fratello del Re, e Maurizio Giuseppe (di malaria, in Sardegna) fratello del Re.

#### Il periodo napoleonico
Il padre di Carlo Alberto, Carlo Emanuele di Carignano, aveva studiato in Francia ed era stato ufficiale nell'esercito francese. Simpatizzante delle idee liberali, si trasferì a 27 anni a Torino, da dove re Carlo Emanuele IV a causa dell'invasione napoleonica del 1796 partì per l'esilio. Carlo Emanuele di Carignano, assieme alla moglie Maria Cristina Albertina, aderirono invece alla causa napoleonica. Nonostante ciò i due furono tradotti a Parigi dove, sospettati in quanto parenti della decaduta dinastia sabauda, vennero tenuti sotto sorveglianza e costretti a vivere in ristrettezze economiche in una casa nei sobborghi della capitale, a Chaillot. Qui cominciarono a crescere i loro figli: Carlo Alberto e Maria Elisabetta, nata il 13 aprile 1800.
Il 16 agosto dello stesso anno Carlo Emanuele di Carignano morì improvvisamente. La madre di Carlo Alberto si trovò così sola, ma non accolse l'invito dei Savoia ad affidare loro il figlio per educarlo secondo i canoni conservatori. Nel 1808, Albertina si sposò in seconde nozze con l'uditore al Consiglio di Stato Giuseppe Massimiliano Thibaut di Montléart, con il quale Carlo Alberto ebbe un pessimo rapporto.
All'età di 12 anni Carlo Alberto e la madre furono ricevuti da Napoleone Bonaparte, che conferì al ragazzo il titolo di conte dell’Impero e una rendita vitalizia di 100.000 franchi. Nel 1812 il giovane entrò nel collegio Santo Stanislao (Collège Stanislas) a Parigi, scuola dove rimase però due anni. La madre Albertina si era trasferita a Ginevra, dove condusse Carlo Alberto che, dal marzo 1812 al dicembre del 1813, fu affidato al pastore protestante Jean-Pierre Etienne Vaucher (1763-1841), ammiratore di Jean-Jacques Rousseau. Carlo Alberto frequentava quindi poco le lezioni e si recava a Parigi principalmente per gli esami che, pare, superasse con profitto.
Alla sconfitta di Napoleone alla battaglia di Lipsia nell'ottobre 1813, la famiglia lasciò Ginevra nel timore dell'arrivo degli austriaci e tornò in Francia. Qui l'anno successivo Carlo Alberto, a neanche 16 anni, con l'intenzione di diventare ufficiale di carriera, entrò nel liceo militare di Bourges.

### Il primo periodo a Torino (1814-1821)

#### L'arrivo a Torino e la rieducazione

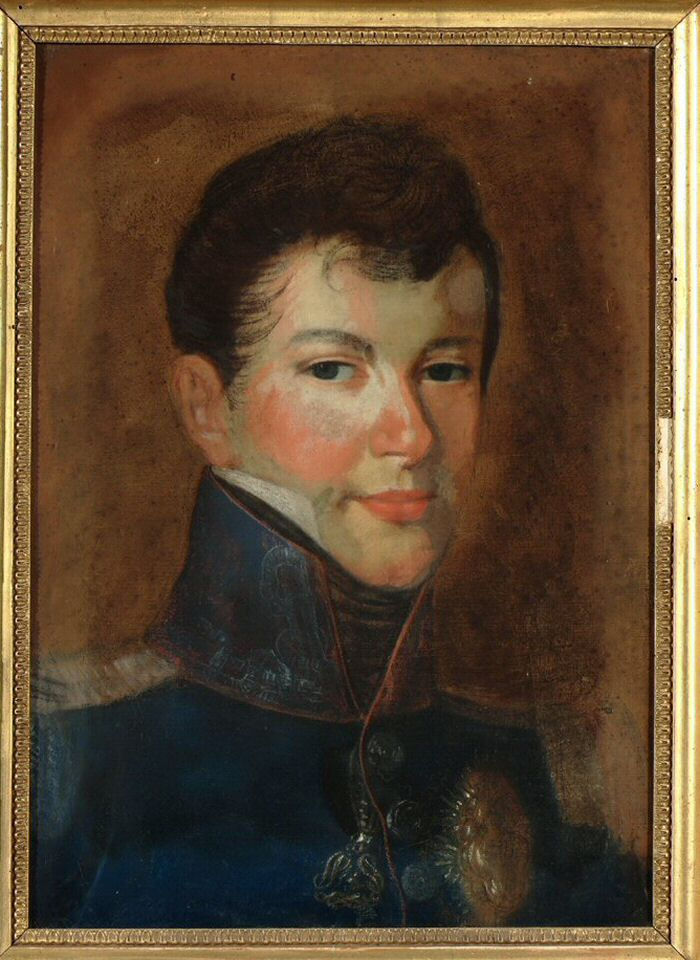
Ritratto giovanile di Carlo Alberto

Uscito di scena definitivamente Napoleone, il 16 maggio 1814 il nuovo re Luigi XVIII di Francia festeggiò a Parigi il ritorno dei Borbone. Tra i presenti alla gran festa, la principessa Maria Cristina Albertina di Carignano con i figli Carlo Alberto ed Elisabetta. Nonostante il suo passato vicino a Napoleone, la famiglia fu accolta bene, ma Carlo Alberto dovette rinunciare ai benefici ottenuti con il vecchio regime: al titolo di conte, al grado di tenente conferitogli a Bourges e, soprattutto, al vitalizio concessogli da Napoleone.
Ristabilita la pace in Europa era opportuno che Carlo Alberto tornasse a Torino, così come gli consigliò il conte Alessandro Saluzzo di Monesiglio, suo tutore. Anche Albertina se ne convinse e il giovane lasciò Parigi (e il suo patrigno) per giungere a Torino il 25 maggio. Qui fu ricevuto benevolmente dal re Vittorio Emanuele I (Carlo Emanuele IV aveva abdicato nel 1802) e dalla consorte Maria Teresa d'Asburgo-Este. Data la situazione familiare (né Vittorio Emanuele I né il fratello Carlo Felice avevano figli maschi) Carlo Alberto era ora l'erede presuntivo al trono dopo Carlo Felice, per cui gli fu concessa la prestigiosa residenza di palazzo Carignano e gli furono rimessi i suoi averi e la sua rendita.
Per questo gli fu assegnato un precettore che correggesse le sue idee liberali: dapprima il conte Filippo Grimaldi del Poggetto, religiosissimo, e poi, quando questi fallì, il cavaliere Policarpo Cacherano d'Osasco. Costui, benché fosse più adatto al compito, si accorse ben presto di non poter influire sulla mentalità di Carlo Alberto, che in questo periodo venne riconosciuto per la prima volta affetto da nevrosi.

#### Il matrimonio e la personalità

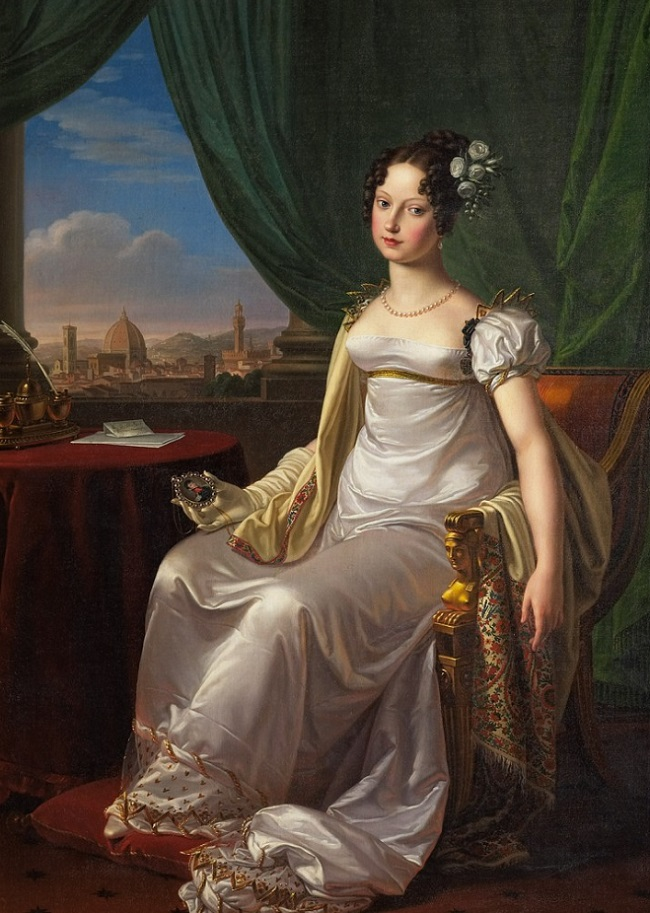
La consorte di Carlo Alberto: Maria Teresa d'Asburgo-Lorena

Il personaggio che riuscì invece a influire positivamente su Carlo Alberto in quel periodo fu l'ex sovrano Carlo Emanuele IV, per la sua tranquillità, la sua devozione religiosa e il suo ritiro dal mondo. Il Principe partì infatti da Torino il 17 marzo 1817 e incontrò Carlo Emanuele in un convento a Roma nell'aprile dello stesso anno.
Si decise allora che era giunto il momento del matrimonio. La prescelta che Carlo Alberto accettò fu la sedicenne Maria Teresa d'Asburgo-Lorena, figlia del granduca Ferdinando III di Toscana e parente della regina di Sardegna Maria Teresa d'Asburgo-Este. Il principe di Carignano arrivò a settembre a Firenze e il 30 di quel mese furono celebrate le nozze in Santa Maria del Fiore. Il matrimonio solenne fu seguito da un ballo organizzato dall'ambasciata piemontese a Firenze. Da qui il 6 ottobre la coppia partì alla volta del Piemonte. L'11 gli sposi giunsero al castello del Valentino da cui fecero il loro ingresso solenne a Torino.
La giovane Maria Teresa era timidissima e molto religiosa; i due abitavano a palazzo Carignano e Carlo Alberto, di altro temperamento, cominciò a invitare i giovani intellettuali con cui condivideva le idee liberali. I più intimi erano Santorre di Santa Rosa, Roberto d'Azeglio, Giacinto Provana di Collegno, Cesare Balbo, Guglielmo Moffa di Lisio e Carlo Emanuele Asinari di San Marzano.
Dalla personalità complessa, il Principe in questi anni attraversò anche una profonda crisi religiosa. Ne fu artefice l'amicizia con il diplomatico francese Jean Louis de Douhet d'Auzers e la già citata visita a Roma nel 1817 all'ex sovrano Carlo Emanuele IV. Negli anni successivi al matrimonio, tuttavia, Carlo Alberto ebbe alcune relazioni extraconiugali, fra le quali quella con Maria Carolina di Borbone, vedova del duca di Berry.
Né i rapporti con Maria Teresa languivano, poiché quest'ultima dopo un aborto e un incidente di carrozza che il 25 agosto 1819 poteva compromettere la seconda gravidanza, il 14 marzo 1820 diede alla luce l'erede, Vittorio Emanuele, futuro primo re d'Italia. Il vecchio re Vittorio Emanuele I, come segno di stima e riconoscimento, nominò il 12 settembre dello stesso anno Carlo Alberto comandante dell'artiglieria.

### Il coinvolgimento nei moti del 1821

#### La cospirazione e il pentimento

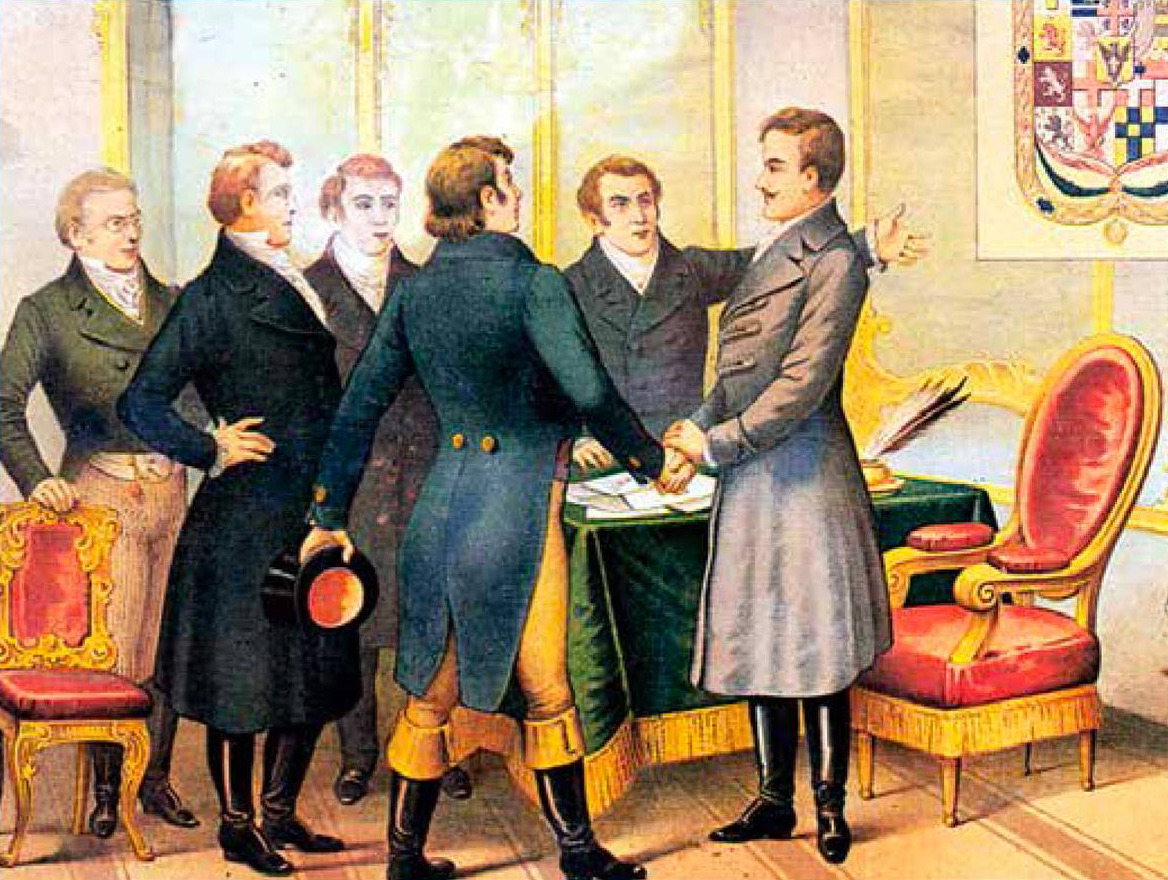
Carlo Alberto (il primo a destra) con i liberali in un'illustrazione del 1834

A seguito dei moti di Cadice del 1820 re Ferdinando VII di Spagna fu costretto a concedere di nuovo la costituzione del 1812. In molti Stati europei si accese così la speranza di ottenere analoghe concessioni dai rispettivi sovrani. Fenomeni insurrezionali scoppiarono a Napoli e a Palermo, e anche a Torino si ebbero i primi disordini: alcuni studenti dell'Università un giorno di carnevale del 1821, animati dalle voci che davano Carlo Alberto fautore dell'unità italiana, ostentarono berretti rossi al Teatro d'Angennes, e per questo gesto furono incarcerati. La mattina successiva i loro compagni e alcuni docenti, indignati, scesero in piazza per manifestare contro il clima d'oscurantismo della Restaurazione; manifestazione che fu repressa dall'esercito. Carlo Alberto, unico dei Savoia, inviò in ospedale dei doni a coloro che erano stati feriti negli scontri, ai quali, secondo il giornalista Angelo Brofferio il Principe di Carignano si recò anche a fare visita.
Alle 20 del 6 marzo 1821, Santorre di Santa Rosa, Giacinto Provana di Collegno, Carlo Emanuele Asinari di San Marzano e Guglielmo Moffa di Lisio (tutti militari, funzionari o figli di ministri) e Roberto d'Azeglio incontrarono Carlo Alberto. I giovani liberali erano pronti ad agire e avevano identificato nel Principe l'uomo nuovo di Casa Savoia, colui che avrebbe rotto con un passato di assolutismo. Intenzione dei congiurati non era di danneggiare la monarchia sabauda, bensì di costringerla a concedere riforme che in ultima analisi avrebbero avvicinato il popolo al Sovrano. Durante i mesi della cospirazione Carlo Alberto aveva assicurato il suo appoggio e così fece anche quella sera, dichiarandosi favorevole all'azione militare. Si trattava infatti di far sollevare l'esercito, circondare il castello di Moncalieri dove dimorava re Vittorio Emanuele I e costringere quest'ultimo a deliberare sia la costituzione sia l'entrata in guerra contro l'Austria. Il ruolo di Carlo Alberto sarebbe stato, formalmente, quello di mediatore fra i congiurati e il sovrano.
Ma la mattina del giorno dopo, il 7 marzo, Carlo Alberto ci ripensò e ne informò i cospiratori. Per di più convocò il ministro della Guerra Alessandro Saluzzo di Monesiglio, dichiarando di aver scoperto un complotto rivoluzionario. Fu un tentativo di sganciarsi dalla congiura che, tuttavia, continuò a incoraggiare il giorno dopo, in occasione di un'altra visita di Santa Rosa e di San Marzano. Costoro però si insospettirono e diedero disposizioni per annullare l'insurrezione che doveva scoppiare il 10. Lo stesso giorno Carlo Alberto, completamente pentito, corse a Moncalieri da Vittorio Emanuele I svelandogli ogni cosa e chiedendogli perdono. Ma era troppo tardi: nella notte la guarnigione di Alessandria, comandata da uno dei congiurati (Guglielmo Ansaldi), si sollevò e si impadronì della città. Gli altri rivoluzionari a questo punto, benché abbandonati dal Principe, decisero di agire.

#### L'abdicazione di Vittorio Emanuele I e la reggenza

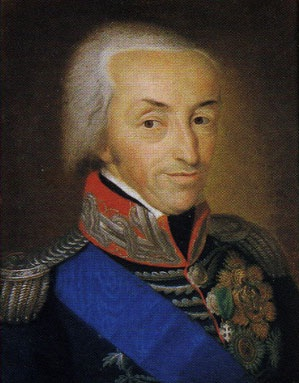
Vittorio Emanuele I di Savoia a seguito dei moti del 1821 abdicò e nominò Carlo Alberto reggente.

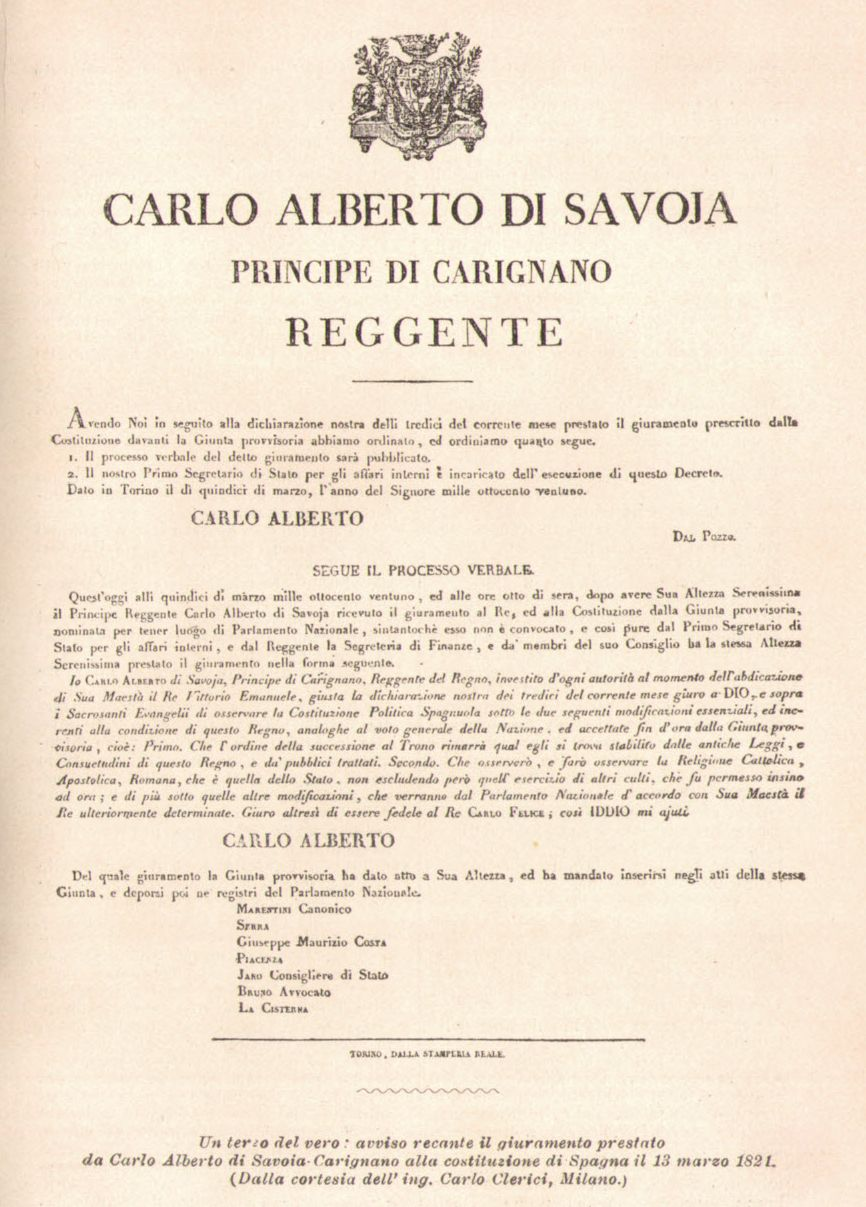
L'avviso con il quale Carlo Alberto comunicò il giuramento alla costituzione spagnola del 1812

Domenica 11 marzo 1821, re Vittorio Emanuele I riunì il Consiglio della corona del quale faceva parte anche Carlo Alberto. Quest'ultimo, assieme alla maggior parte dei presenti, si dichiarò d'accordo a concedere la costituzione. Si diffusero però notizie di un imminente soccorso armato austro-russo per ristabilire l'ordine in Italia. Il Re decise quindi di attendere, ma il 12 pure la cittadella di Torino cadde nelle mani degli insorti. Vittorio Emanuele I inviò allora Carlo Alberto e Cesare Balbo a trattare con i carbonari che rifiutarono ogni trattativa: volevano, come unica condizione, la concessione della costituzione spagnola. Così, la sera, il Re, di fronte al dilagare della sollevazione militare, per non concedere la costituzione, abdicò in favore del fratello Carlo Felice, e poiché quest'ultimo si era ritirato a Modena fu nominato reggente Carlo Alberto.
Costui si trovò, così, a 23 anni, ad affrontare una grave situazione che lui stesso aveva contribuito a determinare. I vecchi ministri lo abbandonarono e fu costretto a nominare un nuovo governo: l'avvocato Ferdinando Dal Pozzo al ministero dell'Interno, il generale Emanuele Pes di Villamarina alla Guerra e Lodovico Sauli d'Igliano agli Esteri. Cercò di trattare con i ribelli ma non ottenne nulla. Dichiarò allora di non poter prendere decisioni senza il parere di re Carlo Felice, al quale inviò un rapporto sugli avvenimenti chiedendogli istruzioni. Ma non c'era più tempo, nel timore di diventare oggetto del furore popolare, la sera del 13 marzo 1821, Carlo Alberto firmò il proclama che annunciava la concessione della costituzione spagnola con riserva dell'approvazione del Re.

#### La costituzione spagnola
Il giorno dopo, il reggente decise di formare una Giunta che avrebbe dovuto fare le veci del parlamento. La presiedeva il canonico Pier Bernardo Marentini (1764-1840). La compagine governativa mutò necessariamente l'orientamento politico e Villamarina fu sostituito al ministero della Guerra da Santorre di Santa Rosa, cioè il capo della sommossa. Il 15 marzo, di fronte alla Giunta, Carlo Alberto giurò di osservare la costituzione già approvata in Spagna, la cui versione sabauda era stata emendata con alcune clausole volute dalla consorte di Vittorio Emanuele I, Maria Teresa d'Asburgo-Este.
Nel frattempo Giorgio Pallavicino Trivulzio, Gaetano Castiglia e Giuseppe Arconati Visconti, esponenti del liberalismo lombardo, chiesero a Carlo Alberto di dichiarare guerra all'Austria per fare sollevare Milano, ma il Principe li disilluse, sostenendo che il Piemonte non aveva i mezzi necessari per una guerra contro la potente vicina. Egli accolse invece i consigli di Cesare Balbo: «riportare la disciplina nelle forze armate, impedire eccessi e diserzioni, radunare le truppe fedeli al re [Carlo Felice]». Quest'ultimo accolse però malissimo la notizia dell'abdicazione del fratello, che considerò una «violenza abominevole» e, dal suo ritiro modenese, ordinò a Carlo Alberto di trasferirsi a Novara. Quanto alla costituzione spagnola, dichiarò nullo qualunque atto di competenza sovrana fatto dopo l'abdicazione del fratello.

### Il periodo reazionario (1821-1831)

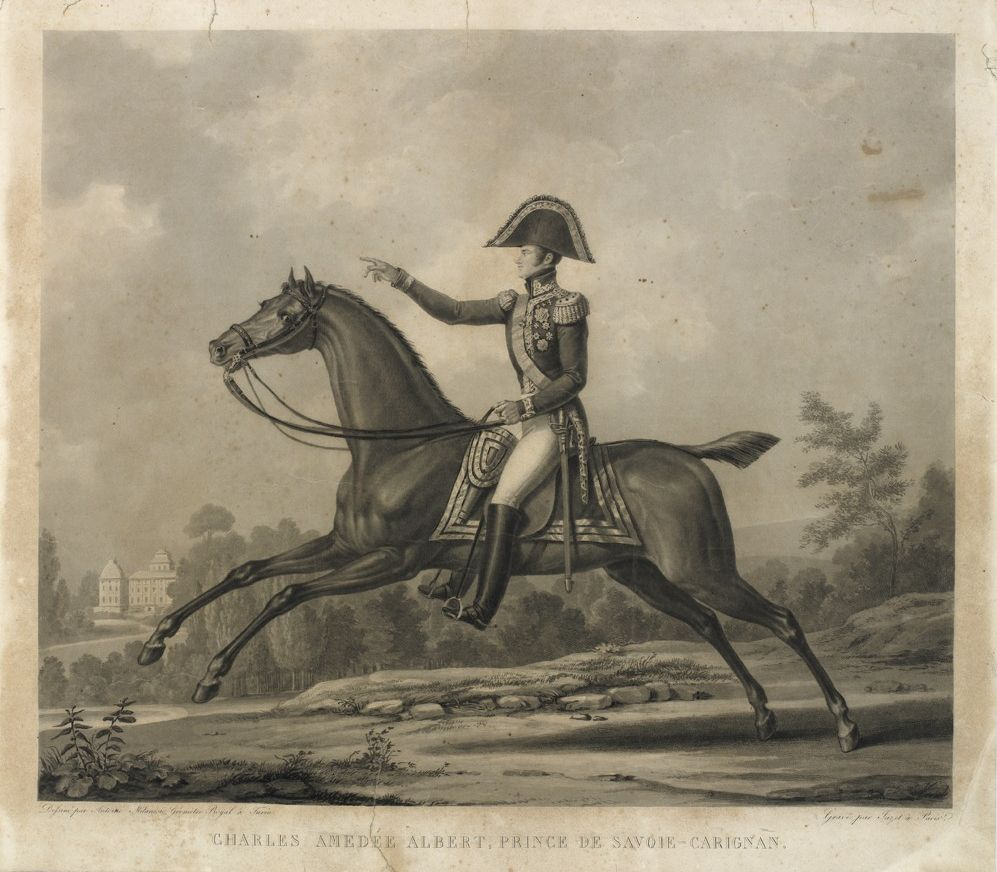
Il principe di Carignano Carlo Alberto in una litografia francese dell'epoca

Per ordine del re Carlo Felice, quindi, a mezzanotte del 21 marzo 1821, Carlo Alberto lasciò segretamente palazzo Carignano per Novara, caposaldo della controrivoluzione. Soltanto il giorno dopo i rivoltosi si renderanno conto della sua partenza. Dopo aver fatto tappa a Rondissone il 23 ripartì e si diresse a Novara, dove Vittorio Sallier de la Tour, un generale rimasto fedele alla monarchia, stava raccogliendo truppe lealiste. A Novara l'ex reggente si fermò 6 giorni perché il 29 gli arrivò un dispaccio di Carlo Felice che gli ordinava di partire subito per la Toscana e raggiungere con la famiglia i suoceri: lo aspettava una sorta di esilio.

#### A Firenze e il congresso di Verona
La mattina del 2 aprile 1821 il principe giunse a Firenze, dove il 13 fu raggiunto dalla moglie e dal figlio che intanto erano riparati in Francia. La famiglia si stabilì a palazzo Pitti, dal suocero del Principe, il granduca Ferdinando III. Il mese dopo, a maggio, Carlo Felice, che intanto aveva chiesto e ottenuto aiuto dall'Austria per ristabilire l'ordine, si incontrò a Lucca con l'ex re Vittorio Emanuele I. I due si intrattennero a lungo sulla condotta del nipote e, nonostante la nuova regina Maria Cristina avesse preso le sue difese, Carlo Alberto fu giudicato responsabile della cospirazione.
Avvilito e umiliato dai giudizi e dalle circostanze, il principe di Carignano (pensò anche al suicidio, tale era la depressione in cui era caduto) decise di rinnegare le sue idee liberali, anche perché Carlo Felice stava valutando l'ipotesi di eliminarlo dalla linea di successione con l'intenzione di passare la corona direttamente a suo figlio Vittorio Emanuele. Sull'argomento, Carlo Felice chiese l'opinione del principe Klemens von Metternich che, contrariamente alle sue attese, lo invitò a recedere dai suoi propositi. Lo statista austriaco temeva infatti che i diritti di successione sarebbero potuti passare al genero di Vittorio Emanuele I, Francesco IV di Modena, che aspirava al trono dei Savoia e che, divenendo anche Re di Sardegna, sarebbe diventato troppo potente. Inoltre, l'esclusione dell'erede legittimo al trono sabaudo avrebbe con sé minato il principio di legittimità su cui si reggeva l'impianto politico-ideologico del Congresso di Vienna. Queste osservazioni dell'Austria a favore di Carlo Alberto, furono sostenute in occasione del congresso di Verona del 1822, e ottennero il consenso delle altre potenze europee che miravano a mantenere lo status quo.
D'altro canto, la linea di successione di Carlo Alberto, dopo che il 16 settembre 1822 il piccolo Vittorio Emanuele era sfuggito all'incendio della sua culla, non correva più pericoli, grazie anche alla nascita, il 15 novembre, del secondogenito Ferdinando. Tranquillo per il lieto evento, Carlo Alberto a Firenze cominciò a dedicarsi a diversi interessi culturali. Era diventato collezionista di libri antichi, ma gli interessavano anche autori della sua epoca: si fece procurare le poesie di Alphonse de Lamartine e le opere del conservatore Joseph de Maistre.

#### La spedizione in Spagna

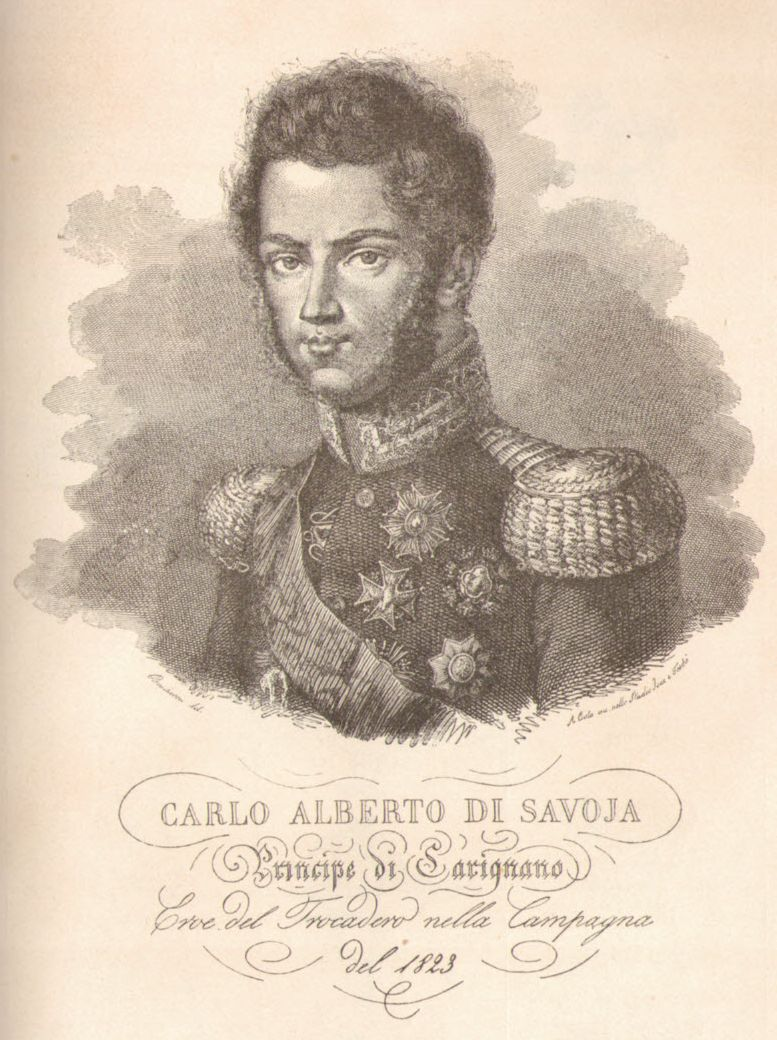
Carlo Alberto quale eroe della battaglia del Trocadero

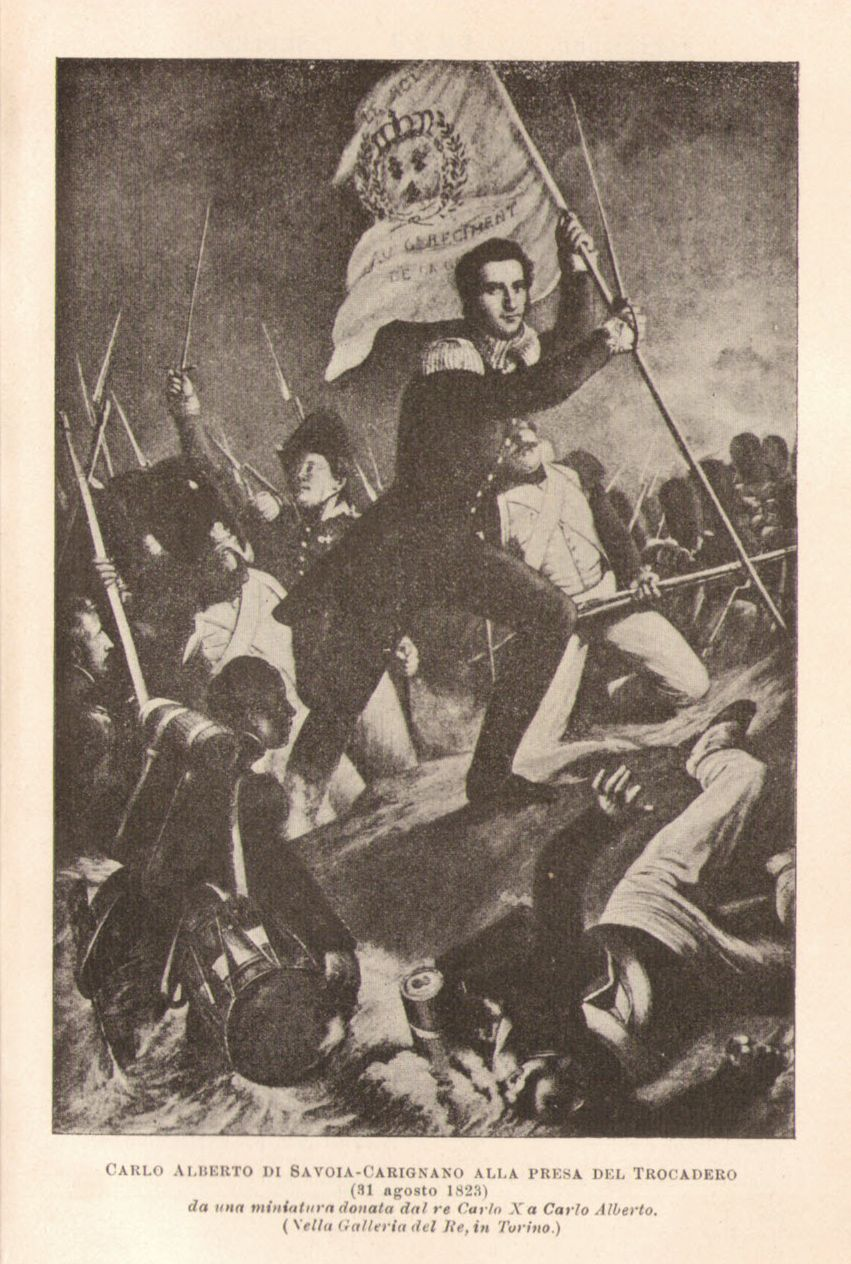
Carlo Alberto all'assalto del Trocadero. Da una miniatura donatagli da re Carlo X di Francia.

All'inizio del 1823 il duca Louis Antoine d'Angoulême assunse il comando del corpo di spedizione francese a cui le potenze europee delegarono il compito di riportare sul trono re Ferdinando VII di Spagna catturato dai rivoluzionari spagnoli dopo i moti di Cadice. Carlo Alberto, che chiedeva di dimostrare il suo pentimento, chiese di far parte del contingente. Scrisse due volte a tale proposito a Carlo Felice, il 1° e il 20 febbraio 1823, ma ebbe il permesso di partire solo il 26 aprile. Carlo Felice, che non aveva ancora perdonato Carlo Alberto del suo coinvolgimento nei moti del 1821, scrisse al fratello Vittorio Emanuele questa frase:
(Da una lettera di Carlo Felice a Vittorio Emanuele I del 1823. In Montanelli, VII,  p. 395)
Finalmente, il 2 maggio, a Livorno Carlo Alberto si imbarcò sulla fregata sarda Commercio che il 7 attraccò a Marsiglia. Il giorno seguente il Principe si rimise in viaggio e, prima di arrivare a Boceguillas, che raggiunse il 18, fu assegnato alla divisione del generale francese Étienne de Bordesoulle (1771-1837). Il 24 giunse a Madrid, dove sostò fino al 2 giugno, per poi ripartire per il sud: all'attraversamento della Sierra Morena, in uno scontro a fuoco con il nemico, dimostrò coraggio e i francesi lo insignirono della Legion d'onore. Proseguì poi fino a Cadice, dove si accampò davanti al Trocadero, la fortezza di Cadice, ultimo rifugio del governo costituzionale spagnolo.
Il 31 agosto 1823 le truppe francesi nella battaglia del Trocadero assalirono improvvisamente la fortezza e la catturarono. Carlo Alberto varcò coraggiosamente il canale che divideva il campo di battaglia dalla fortezza innalzando la bandiera del 6º Reggimento della Guardia reale. Dopo i combattimenti cercò di evitare che i prigionieri nemici fossero uccisi e, poiché si distinse da semplice granatiere, i soldati francesi gli offrirono le spalline di un ufficiale morto nell'assalto.
Restò sul posto fino al calare della notte e il giorno successivo fu tra i primi a penetrare nel Trocadero dove Ferdinando VII, liberato, si compiacque con lui. Il 2 settembre ci fu una grande parata militare, dopo la quale, davanti alle truppe schierate, il duca d'Angoulême decorò Carlo Alberto con la Croce dell'ordine di San Luigi.

#### A Parigi e il ritorno a Torino

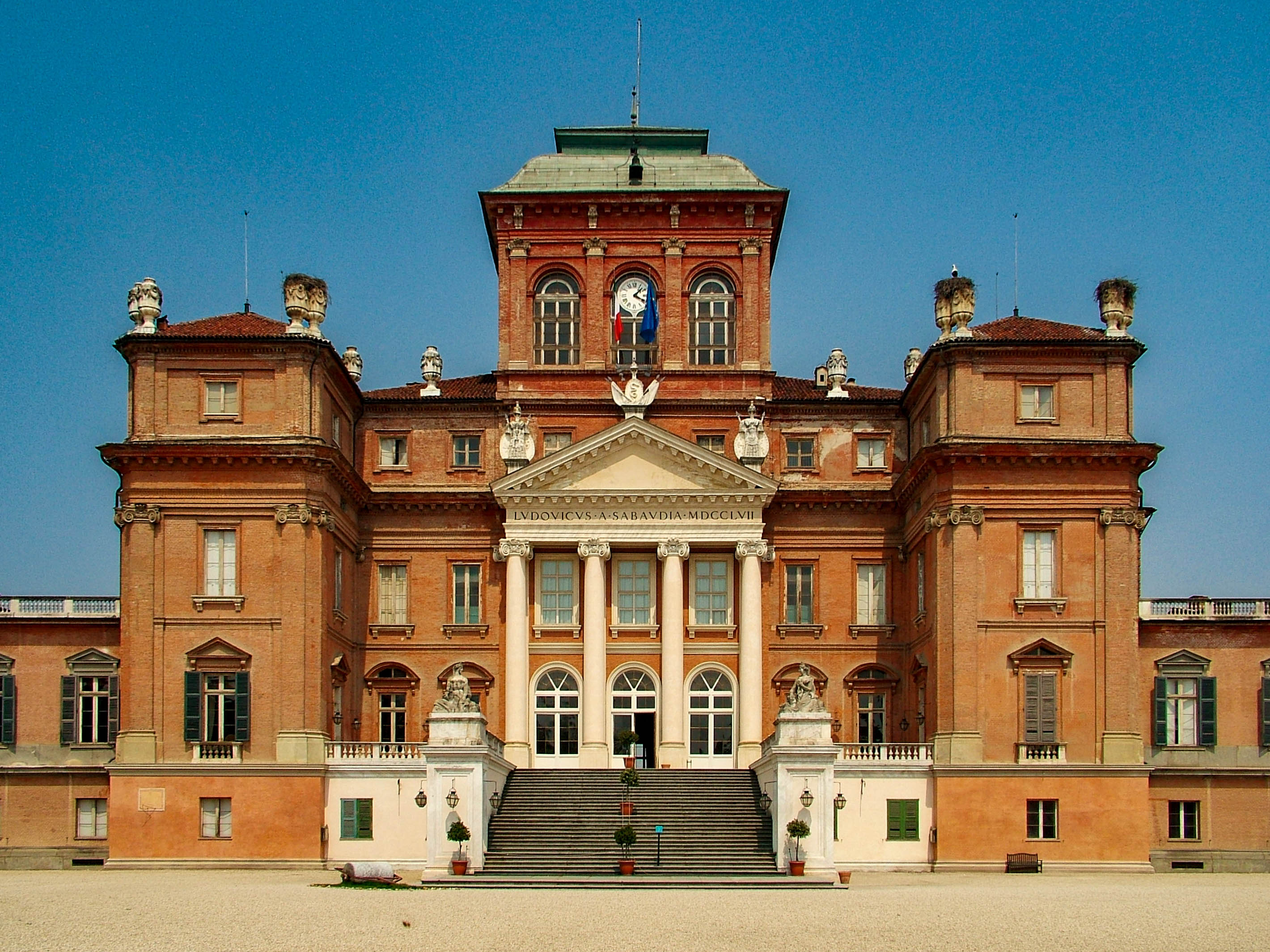
La facciata del Castello Reale di Racconigi, la residenza preferita dal principe Carlo Alberto

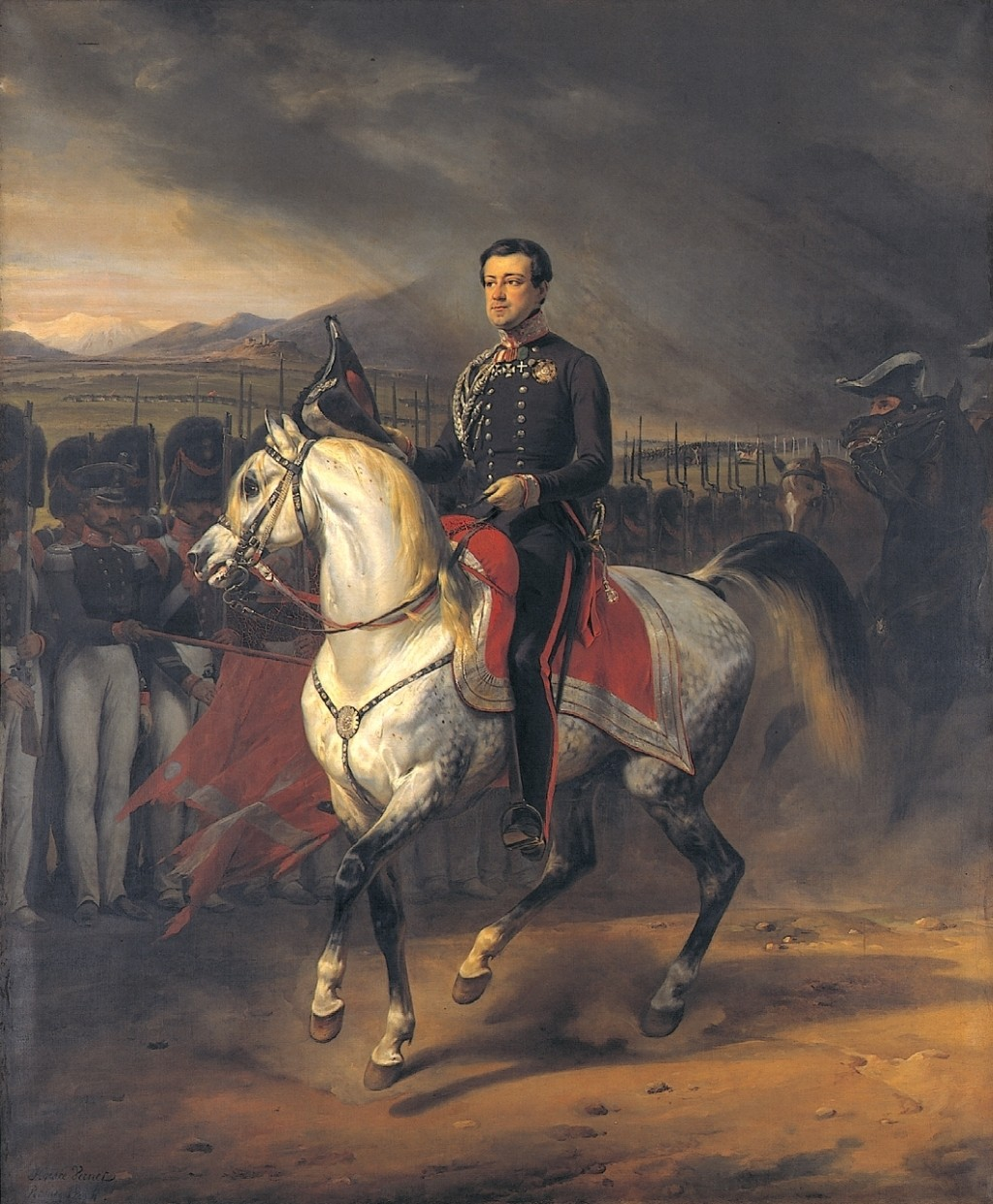
Carlo Alberto torna a Torino nel febbraio 1824 dopo la spedizione in Spagna

Sciolto il corpo di spedizione, Carlo Alberto passò da Siviglia a Parigi, dove giunse il 3 dicembre 1823. Nella capitale francese ebbe modo di partecipare a balli, ricevimenti, feste, e di coltivare l'affettuosa amicizia di Maria Carolina di Borbone, vedova da tre anni del duca di Berry. Il 15 dicembre il re di Francia Luigi XVIII diede un grande ricevimento per i vincitori del Trocadero e Carlo Alberto fu tra gli ospiti d'onore al pranzo reale.
Di fronte al riscatto internazionale, Carlo Felice decise che era venuto il momento di far tornare Carlo Alberto a Torino. Al Principe venne però fatto sottoscrivere, all’ambasciata piemontese a Parigi, un giuramento nel quale si impegnava «a rispettare e a mantenere religiosamente, quando salirà al potere, tutte le leggi fondamentali della monarchia, che ne hanno fatto durante i secoli la felicità e la gloria», nonché a istituire un Consiglio di Stato.
Il 29 gennaio 1824, Carlo Alberto ricevette il permesso di partire per Torino, ma prima ebbe un colloquio con Luigi XVIII che gli diede alcuni consigli sulla sua futura attività di sovrano, e lo insignì dell’Ordine dello Spirito Santo, il più prestigioso della monarchia francese. Inoltre, Luigi XVIII rimproverò a Carlo Felice l'astio che questi continuava a mostrare verso il parente, in quanto il sovrano sardo aveva censurato la notizia del Trocadero. Lasciata Parigi, il 2 febbraio Carlo Alberto si mise in viaggio e il 6 passò il Moncenisio, dove, per evitare dimostrazioni, ebbe l'ordine di entrare di notte, alle 22. Obbediente, il Principe rientrò a palazzo Carignano quasi alle 23.
Tornato a Torino, da erede al trono Carlo Alberto si preparò a regnare soggiornando nel Castello Reale di Racconigi. Cominciò a studiare una materia poco apprezzata a corte, l'economia, e nel 1829 ottenne il consenso a visitare la Sardegna. Del viaggio trasse un'accurata relazione sulle condizioni dell'isola (Voyage en Sardaigne), rivelandosi, in quegli anni, uno scrittore prolifico. Nel 1827, insieme alla moglie, scrisse 38 favole per i figli, intitolandole Contes moraux (Racconti morali) in francese, la lingua di famiglia. L'anno dopo si cimentò in una commedia e in seguito si occupò di critica letteraria e di storia. Fece stampare anche tre piccoli saggi: Notizie sui Valdesi, Ricordi dell'Andalusia e il già citato Viaggio in Sardegna. Di tutti questi lavori Carlo Alberto si pentì e ordinò di ritirarli dalla circolazione. Lasciò comunque un grande numero di corrispondenze e di esercitazioni letterarie.
Nonostante le idee conservatrici del periodo, Carlo Alberto sosteneva anche i letterati che professavano idee liberali, tra cui Carlo Botta i cui libri erano proibiti in Piemonte. Possedeva le opere di Adam Smith e la Collezione degli scrittori classici italiani di economia politica curata dal napoleonide Pietro Custodi.

#### La morte di Carlo Felice e l'ascesa al trono

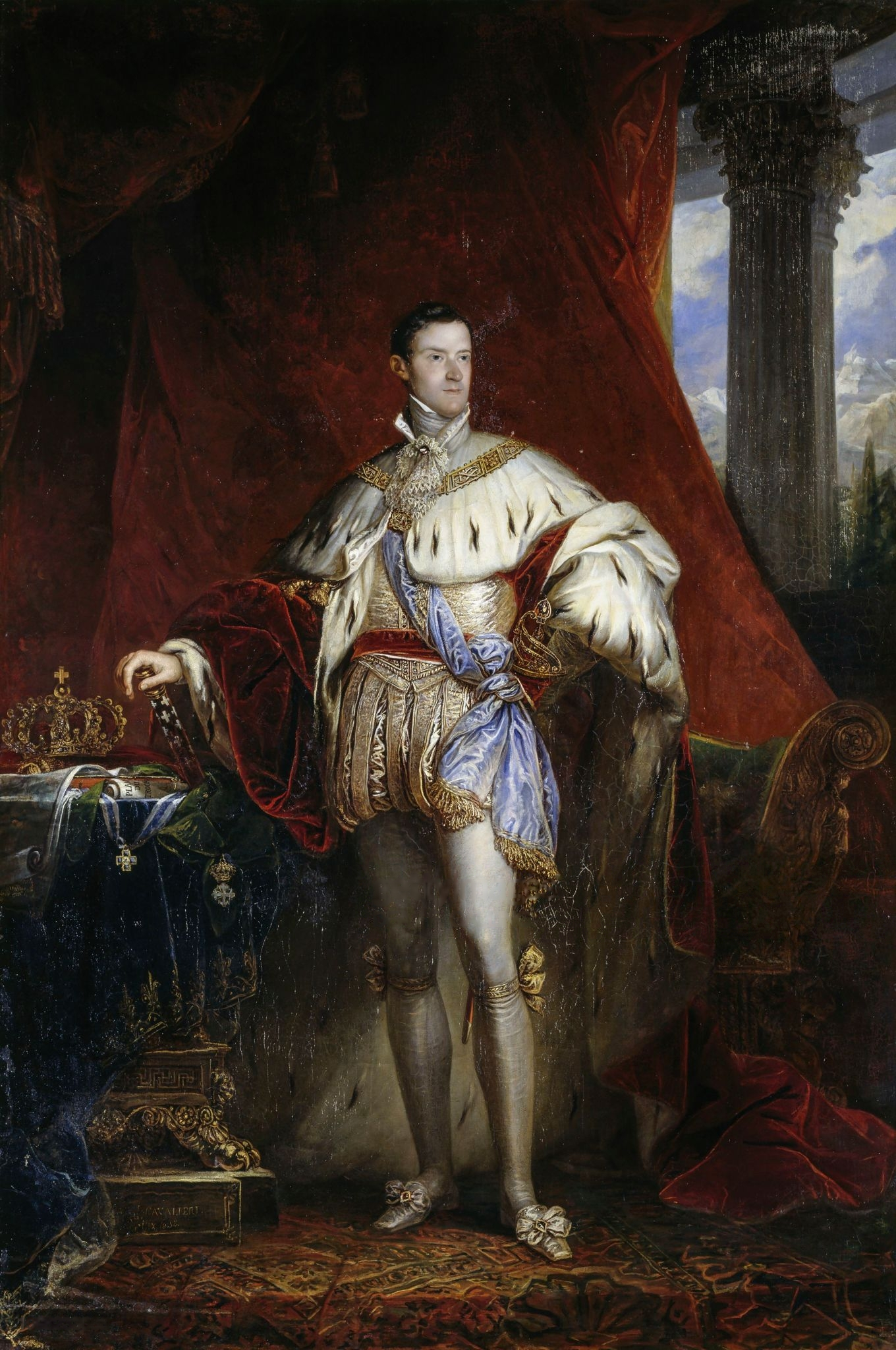
Carlo Alberto sovrano nel 1833

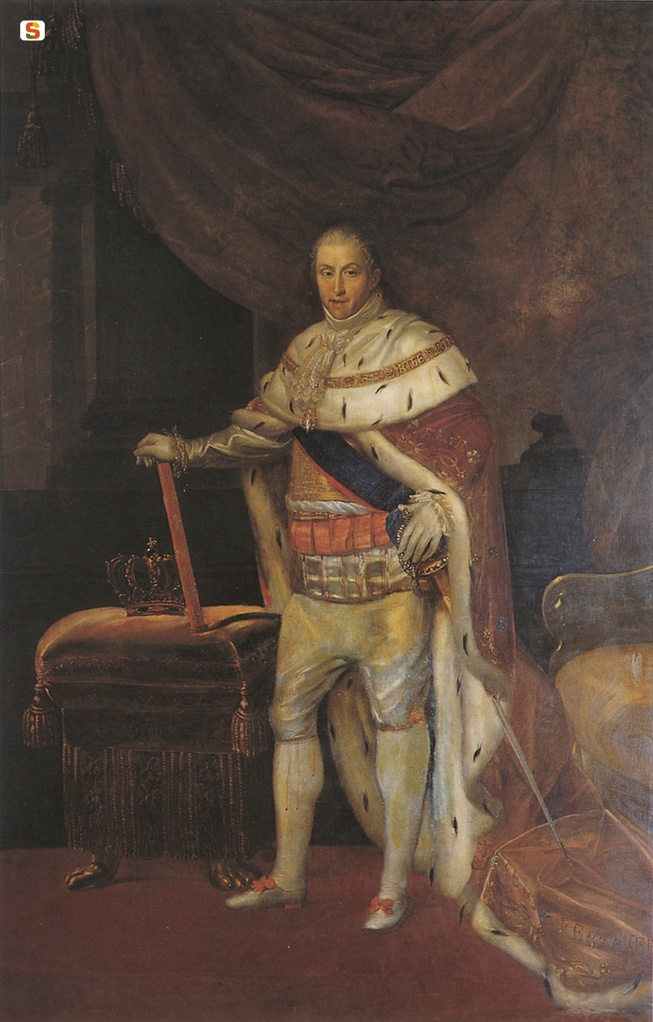
Ritratto del re Carlo Felice che, il 24 aprile 1831 designò, sul letto di morte, suo successore Carlo Alberto.

Nel 1830 i francesi cacciarono Carlo X e Il Principe di Carignano ne fu sconvolto. Nel frattempo, la salute di Carlo Felice ebbe un tracollo definitivo, aprendo a Carlo Alberto la strada per il trono. Dopo averlo fatto chiamare, il 24 aprile 1831, il sovrano, davanti ai suoi ministri, disse: «Ecco il mio erede e successore, sono sicuro che farà il bene dei suoi sudditi».
Il Re morì il 27 aprile alle 14.45, Carlo Alberto gli baciò la mano e gli chiuse gli occhi. Divenne con questo gesto il re di Sardegna; accolse la corte e fece alloggiare nel Palazzo reale i propri figli. Alle 17, in piazza d’armi, le truppe del presidio prestarono giuramento al nuovo Re di fronte al governatore Ignazio Thaon di Revel che pubblicò il proclama relativo. Da quel momento il trono passava ai Carignano e si estingueva la linea diretta dei Savoia.
Dopo la proclamazione, l’8 maggio 1831 re Carlo Alberto ricevette il corpo diplomatico, nonché i grandi dignitari dello Stato per la cerimonia del baciamano. Il giorno dopo, a cavallo, seguito dallo Stato maggiore e dalla regina e dai figli in carrozza, passò in rivista sul campo di Marte di Torino le truppe della guarnigione della capitale, di Orbassano, di Moncalieri e di Stupinigi. Il 10 si recò con la consorte alla messa di ringraziamento al Santuario della Consolata.

### La prima fase di regno (1831-1845)
Carlo Alberto, a 33 anni, iniziò così a regnare. La sua salute era peggiorata: soffriva di dolori al fegato. Anche la fede gli procurava sofferenza: portava il cilicio, dormiva da penitente su una brandina di ferro senza la compagnia della moglie. Si svegliava all'alba e ascoltava due messe al giorno. Lavorava dalle 10 alle 17 senza interruzione. Verso le 12 gli servivano una porzione di lesso, mentre la colazione consisteva in un bicchiere d’acqua e una pagnotta. Era colpito da crisi religiose sempre più frequenti, ma non riusciva a rinunciare alle relazioni extraconiugali, delle quali, la più importante e duratura fu quella con Maria Antonietta di Robilant (1804-1882), figlia di Friedrich Truchsess zu Waldburg (1776-1844), ambasciatore di Prussia a Torino e moglie di Maurizio di Robilant (1798-1862).
Nella prima fase del suo regno Carlo Alberto continuò la politica dei suoi predecessori, ma era nello stesso tempo consapevole che il Regno necessitasse di riforme economiche e sociali volte a farne uno Stato più moderno. Questa ambivalenza si espresse da un lato in una politica estera, sociale e di rapporti con il clero conservatrice, d'altro con le riforme che posero le basi per una politica che troverà compimento nel decennio di preparazione all'unità d'Italia (1849-1859) ad opera di Camillo di Cavour.

#### La politica interna

##### Le riforme in campo sociale ed economico

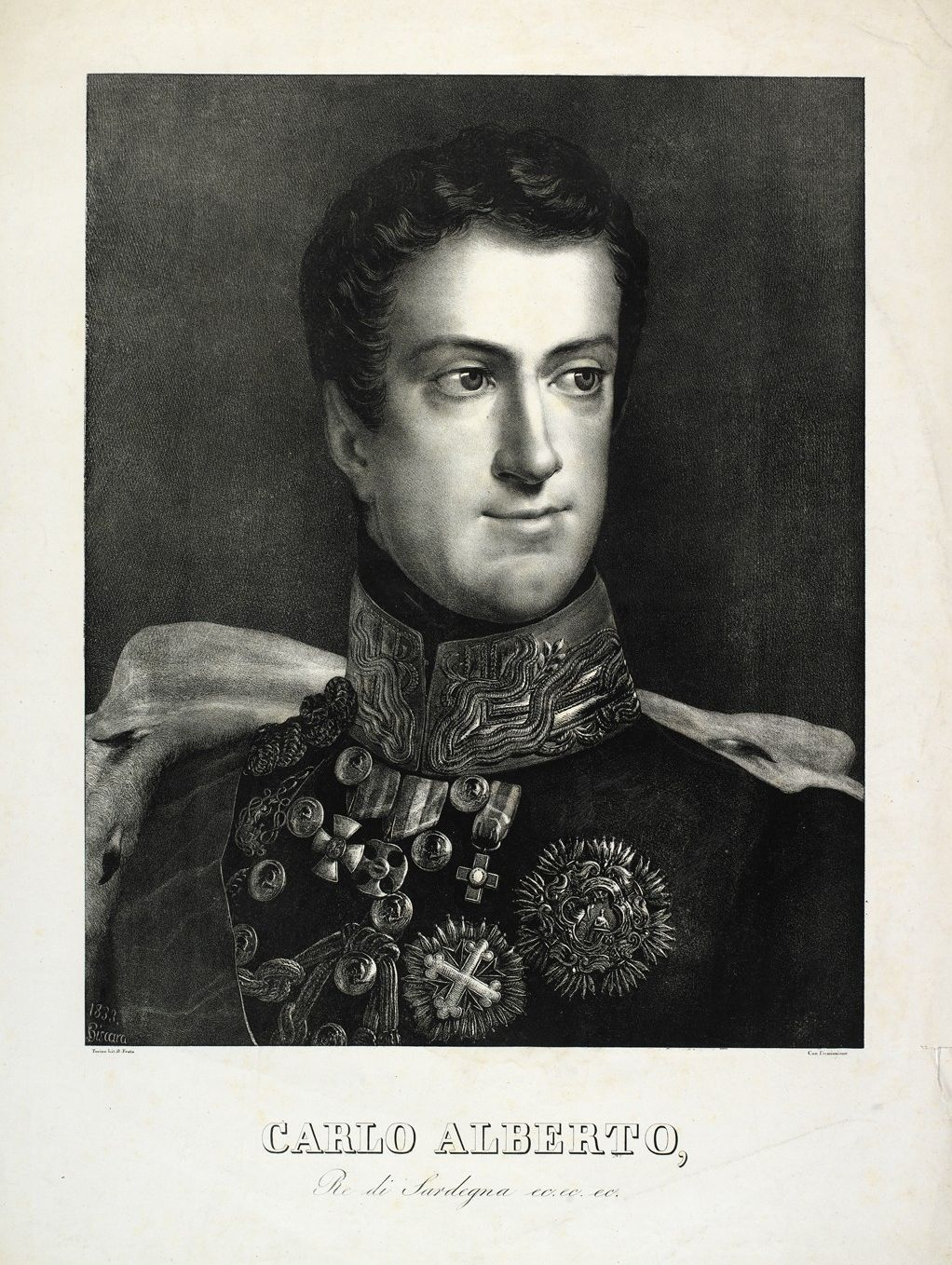
Carlo Alberto nel 1833

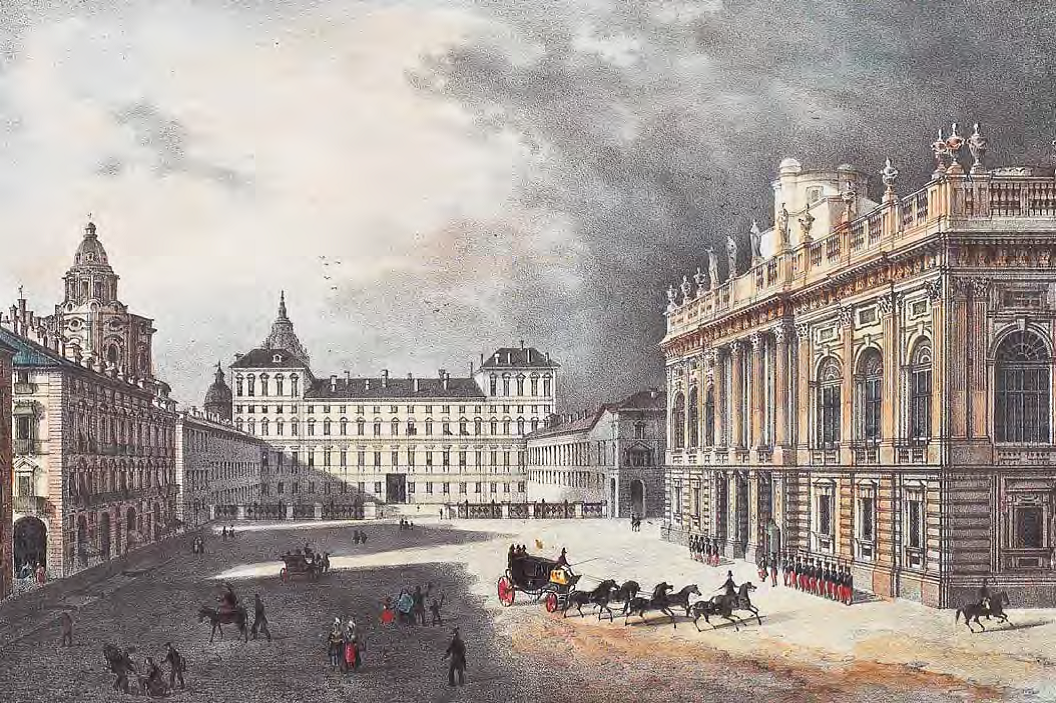
La carrozza di re Carlo Alberto in piazza Castello a Torino

La diarchia tra elemento liberale e reazionario si riscontrò nella composizione del governo. Quando il ministro della Guerra Matteo Agnès Des Geneys (1763-1831) morì, Carlo Alberto lo sostituì con Carlo San Martino d'Agliè che a sua volta gli era poco gradito. Tenne Vittorio Sallier de la Tour agli Esteri per poi sostituirlo nel 1835 con l'arciconservatore Clemente Solaro della Margarita. Ma importanti incarichi vennero dati con l'idea di rinnovare politicamente il governo: nel 1831 nominò Gaudenzio Maria Caccia conte di Romentino (1765-1834) ministro delle Finanze; Giuseppe Barbaroux ministro della Giustizia e il riformatore Antonio Tonduti conte dell'Escarèna (1771-1856) ministro dell'Interno. Il 5 aprile 1832 in sostituzione di d'Agliè, nominò ministro della Guerra Emanuele Pes di Villamarina.
Come stabilito dal documento che firmò a Parigi all'indomani della vittoria del Trocadero, Carlo Alberto creò un Consiglio di Stato di 14 membri. Ma, consapevole che il Piemonte aveva bisogno di riforme, contravvenendo alla parte del documento in cui non avrebbe mutato nulla dal punto di vista economico e sociale, abrogò le esenzioni doganali privilegiate per la famiglia reale e per le cariche dello Stato, abolì la tortura, proibì le ingiurie ai cadaveri dei giustiziati e abolì la confisca dei beni dei condannati. 
Analogamente, in campo economico, Carlo Alberto rinnovò il commercio, ciò che consentì investimenti in campo agricolo, della viabilità stradale e ferroviaria e delle infrastrutture portuali a Genova e Savona. Nello specifico, i provvedimenti del Re che consentirono questi investimenti furono: una riduzione delle tasse doganali per il grano (per il quale scesero da 9 a 3 lire il quintale), per il carbone, per i tessuti e per i metalli; una facilitazione nell'importazione dei macchinari per l'industria; e la possibilità di esportare la seta grezza. Questa politica portò ovviamente a minori entrate nel settore dei dazi ma favorì altre entrate del bilancio dello Stato che, dal 1835, risultò in attivo per diversi anni.

##### Le riforme in campo culturale e della Giustizia

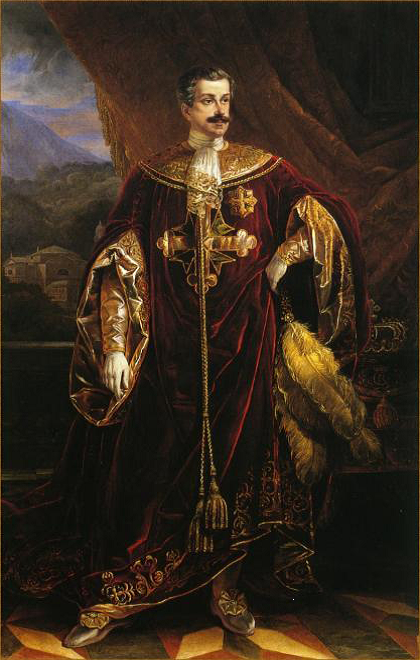
Carlo Alberto abolì la posizione secondaria che aveva la Sardegna nello Stato sabaudo

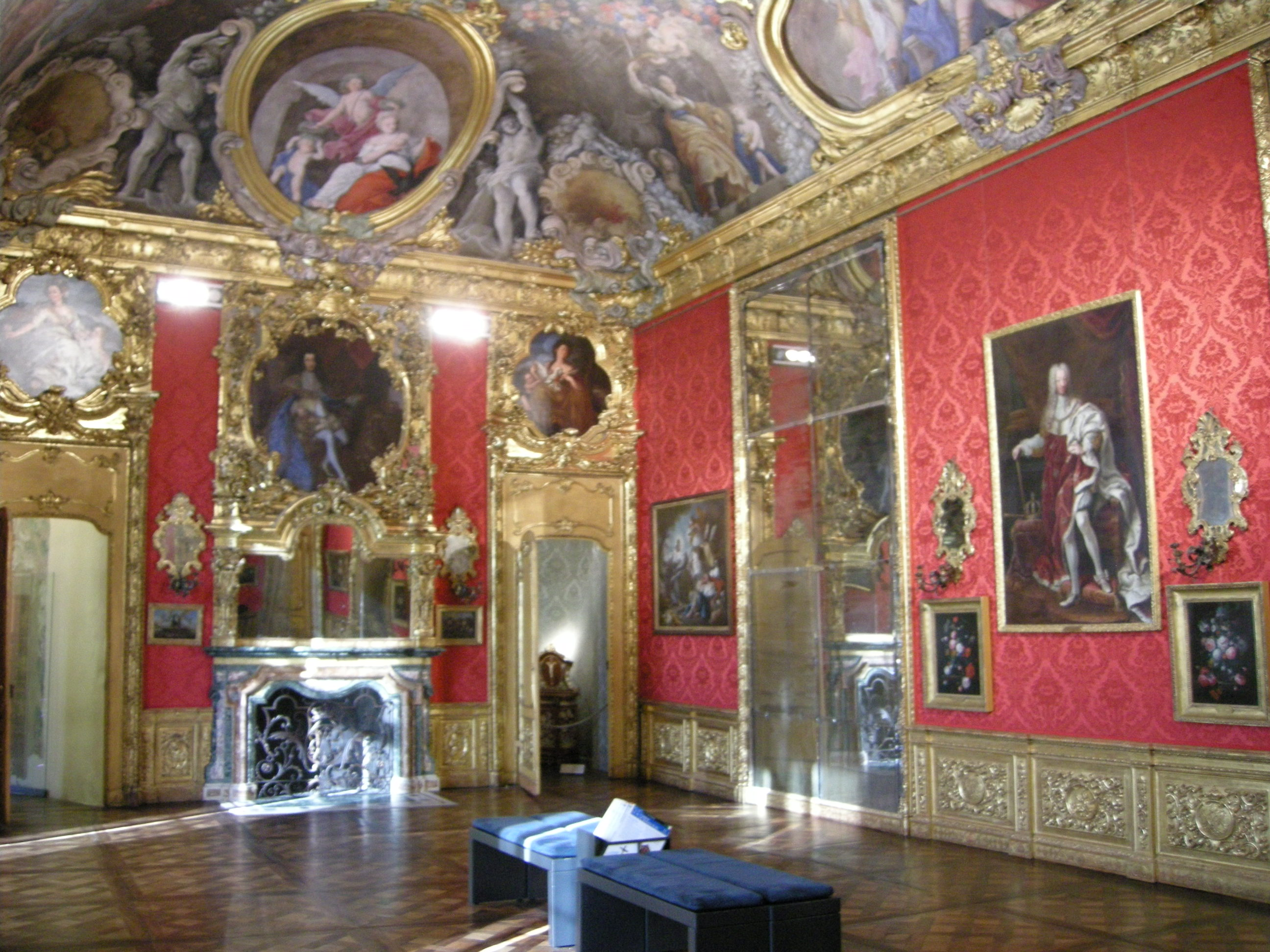
Una sala del Museo civico d'arte antica a palazzo Madama, fondato da Carlo Alberto nel 1832 con il nome di “Pinacoteca Regia e della Galleria Reale”

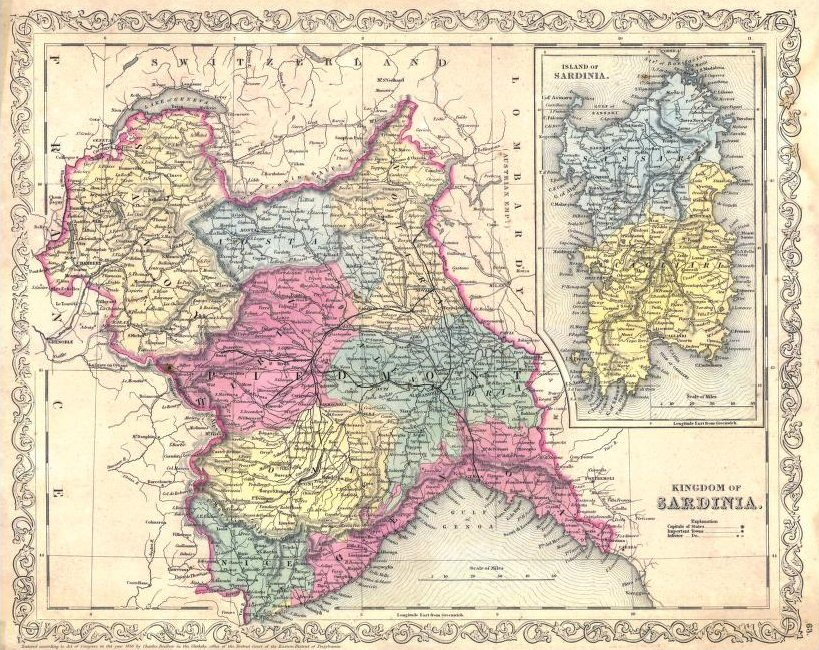
Una carta inglese dell'epoca del Regno di Sardegna.

Carlo Alberto ebbe inoltre una notevole attenzione per la cultura: istituì nel 1832 la “Pinacoteca Regia e della Galleria Reale” in Palazzo Madama (oggi Galleria Sabauda) e la libreria di Palazzo reale che, già nel 1835, arriverà a contare ben 35.000 volumi. Edificò diversi monumenti e palazzi, rifondò nel 1833 l'Accademia d'arte che prese il suo nome, Albertina, e fondò nello stesso anno la Regia Deputazione sopra gli studi di Storia Patria, alla quale seguirono tutte le Deputazioni di storia patria fondate nel corso del XIX secolo. Le riforme non riguardarono soltanto le istituzioni culturali e le classi colte. Nel 1840, infatti, Carlo Alberto riformò il sistema scolastico di base, fondando il ministero della Pubblica istruzione delegandolo alla persona di Cesare Alfieri. Sottrasse così il Regno di Sardegna al monopolio educativo del clero, soprattutto dei gesuiti, attribuendo invece un ruolo didattico importante ai chierici regolari.
Fin dal momento della sua ascesa al trono Carlo Alberto aveva nominato una commissione, sotto la presidenza di Barbaroux, che aveva avuto il compito di redigere i nuovi codici civile, penale, di commercio e di procedura penale. Il percorso di questa riforma fu assai lungo, al termine del quale, il 20 giugno 1837 fu promulgato il nuovo codice civile, ispirato in parte al Codice Napoleonico. Il Re partecipò alla stesura anche del nuovo codice penale che fu emanato il 26 ottobre 1839. Durante i lavori Carlo Alberto insistette sul concetto della pena correttiva, limitando così il più possibile la pena di morte. Egli chiese però pene dure per i colpevoli di sacrilegi e per i suicidi, i cui testamenti venivano annullati. Nel 1842, inoltre, vennero promulgati sia il codice di commercio, sia il codice di procedura penale, con delle innovazioni sulla parte di istruttoria del processo e sulla salvaguardia dei diritti dell'inquisito.
A completare le riforme legislative, Carlo Alberto il 29 novembre 1847 attuò la cosiddetta Fusione perfetta dello Stato Sabaudo, estendendo alla Sardegna le riforme attuate sul continente e ponendo fine alla posizione secondaria dell'isola rispetto alle province continentali.

##### Le riforme dell'esercito e i rapporti con il clero
Riformò inoltre l’esercito, portando la ferma a 14 mesi e riordinò gli enti pubblici e lo Stato, sottraendo quest’ultimo, in parte, al controllo delle gerarchie ecclesiastiche. La corte, tuttavia, era affollata di religiosi, ve ne erano una cinquantina, e per essere quella di un piccolo regno, era sontuosa. Ci alloggiavano una quantità di cuochi, maggiordomi, camerieri, fantesche, scudieri, stallieri, paggi, valletti, musicisti, maestri di cerimonie, ecc..
Nel dettaglio, la riforma attuata il 15 ottobre 1831 dell'esercito stabiliva che questo fosse costituito da 10 brigate e che fossero eliminati i 5 battaglioni di cacciatori di fanteria leggera. Si stabilì inoltre che ciascuna brigata fosse composta di due reggimenti e che ogni ciascun reggimento fosse composto in guerra da 3 battaglioni e in pace da 2 e che ogni battaglione si componesse di 6 compagnie: una di granatieri, una di cacciatori e 4 di fanteria di linea. Considerando che l'esercito piemontese contava 800 uomini per battaglione, si arrivava alla cifra di 32.000 uomini di fanteria in tempo di pace e circa 48.000 in caso guerra. Per tutti i 18 anni di regno di Carlo Alberto, l'esercito fu la principale attenzione del monarca, provvedendo che la maggior parte delle entrate, e cioè circa 30 milioni all'anno, andassero al mantenimento dell'apparato militare. Al momento della prova del fuoco, però, gravi carenze furono riscontrate nei reparti del Genio e nella organizzazione della logistica. Il 18 giugno 1836 con regio brevetto istituì il Corpo dei Bersaglieri.
Per quanto riguarda i rapporti con il clero, Carlo Alberto promosse il più possibile gli ordini religiosi e cercò di migliorarne le competenze, la condotta di vita e i costumi. Così come promosse la regolamentazione dei registri di stato civile e una riforma giuridica del foro ecclesiastico. Appena salito al trono, inviò un memorandum al nuovo pontefice Gregorio XVI in cui proponeva di adottare misure disciplinari (già attuate tre secoli addietro a Milano da Carlo Borromeo) nonché di dare maggiore autorità ai vescovi per valutare la morale del clero delle loro diocesi.

##### Lo spirito reazionario: contro Mazzini e Garibaldi

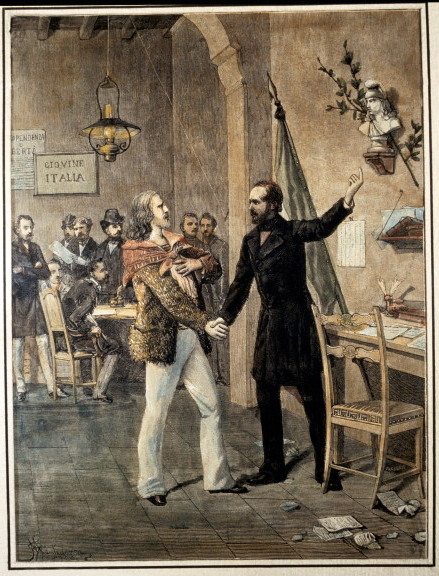
L'incontro a Marsiglia fra Mazzini e Garibaldi nella sede della "Giovine Italia" nel 1833. Entrambi complottarono contro Carlo Alberto e il suo Regno, ed entrambi furono condannati a morte in contumacia.

Nell'anno dell'ascesa al trono di Carlo Alberto, nel 1831, vi erano stati tumulti a Roma, la rivolta carbonara di Ciro Menotti a Modena, e l’insurrezione di Bologna e Parma con la fuga di Francesco IV e Maria Luigia. Ma l’Austria era riuscita a riportare l’ordine e Carlo Alberto considerò provvidenziale la sua alleanza con gli Asburgo.
Appena salito al trono, il nuovo re di Sardegna concesse l'amnistia solo a coloro che avevano commesso dei reati non politici e, deciso a riabilitarsi agli occhi delle corti europee, condusse un'azione violenta contro i movimenti rivoluzionari, in special modo contro quelli ispirati a Giuseppe Mazzini, il fondatore della ‘’Giovine Italia’’. Mazzini aveva rivolto a Carlo Alberto la lettera firmata “Un italiano”, in cui lo esortava a farsi promotore dell’unità nazionale. Carlo Alberto ignorò l’appello e due anni più tardi represse duramente una rivolta mazziniana scoppiata nel suo regno.
Nell'aprile 1833, infatti, a Genova due sottufficiali furono arrestati per una lite e si scoprì che appartenevano alla Giovine Italia. Gli arrestati fecero vari nomi e le indagini si estesero ad altre guarnigioni. Carlo Alberto, che considerava l'associazione di Mazzini la «più terribile e sanguinaria», ordinò di andare fino in fondo, nel rispetto della legge, ma con la massima severità.
Celebrati i processi, furono eseguite 12 fucilazioni e ci furono due suicidi in carcere. 21 condanne a morte non poterono essere eseguite perché i condannati erano fuggiti o come Giuseppe Mazzini erano già all'estero. Carlo Alberto non concesse alcuna grazia e gli ambasciatori di Francia e Gran Bretagna a Torino presentarono a corte una protesta per la severità delle condanne e la mancanza di qualsiasi gesto di clemenza. Il re di Sardegna manifestò invece la sua gratitudine distribuendo onorificenze a quanti si erano distinti nella repressione.
Falliti i moti insurrezionali, Mazzini pensò a una spedizione militare. Nel 1834 tentò infatti di organizzare un corpo di bande in Svizzera che avrebbe dovuto attaccare la Savoia (che a quel tempo faceva parte del Regno di Sardegna) e contemporaneamente sollevare la popolazione contro il Re. Ma le notizie di quella iniziativa trapelarono e Carlo Alberto predispose una vera e propria imboscata. L'invasione della Savoia del 3 febbraio 1834 fallì, comunque, quasi per conto suo: un po' per la disorganizzazione, un po' per gli svizzeri che bloccarono e internarono i mazziniani. Intanto, a Genova, il giovane Giuseppe Garibaldi che si preparava a far insorgere la città veniva informato che tutto era finito e che era stato individuato. Riuscito a fuggire, il 3 giugno fu condannato a morte in contumacia.

#### Politica estera

##### La Rivoluzione di luglio e l'alleanza con l'Austria

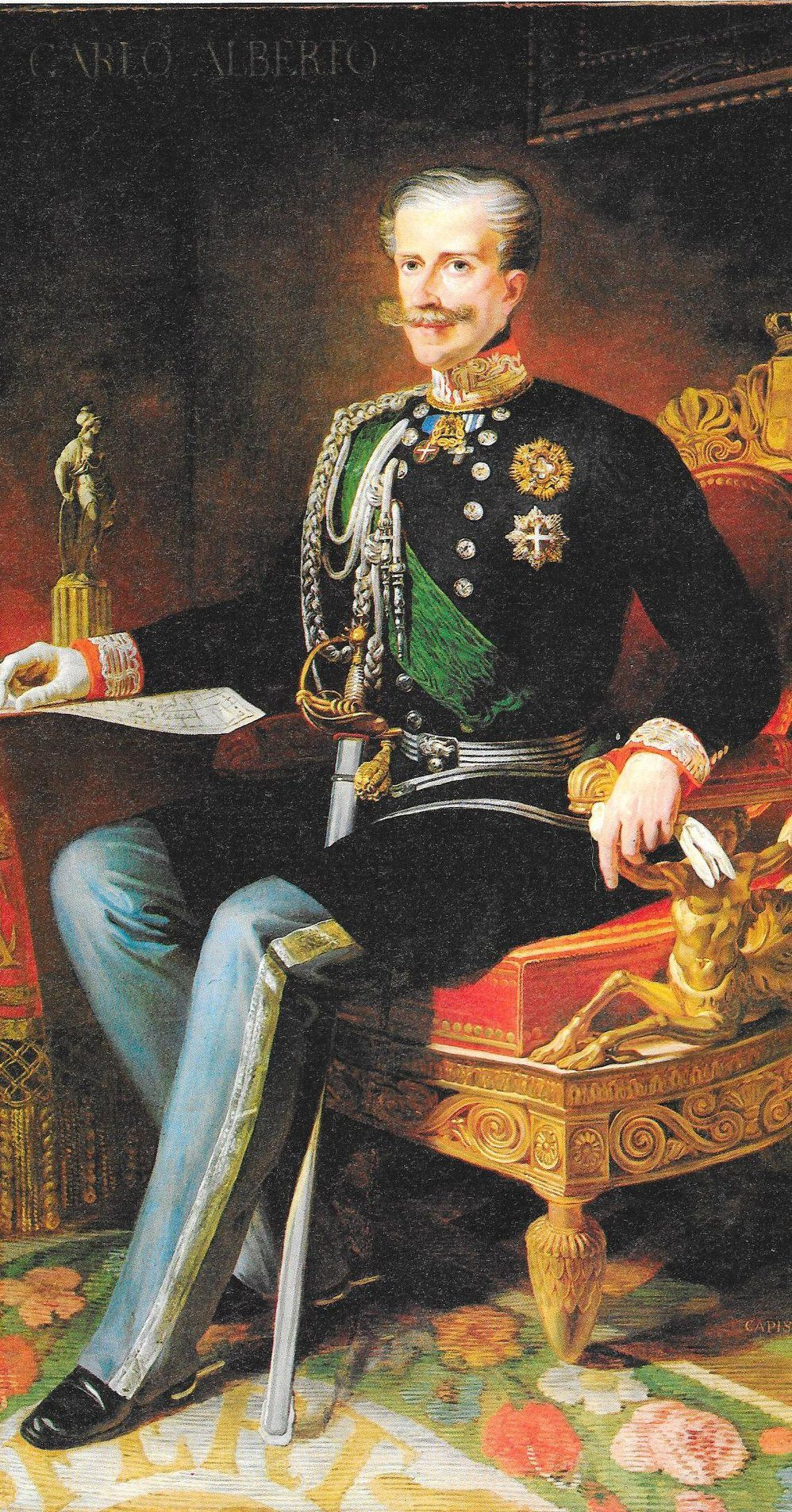
Carlo Alberto in età matura

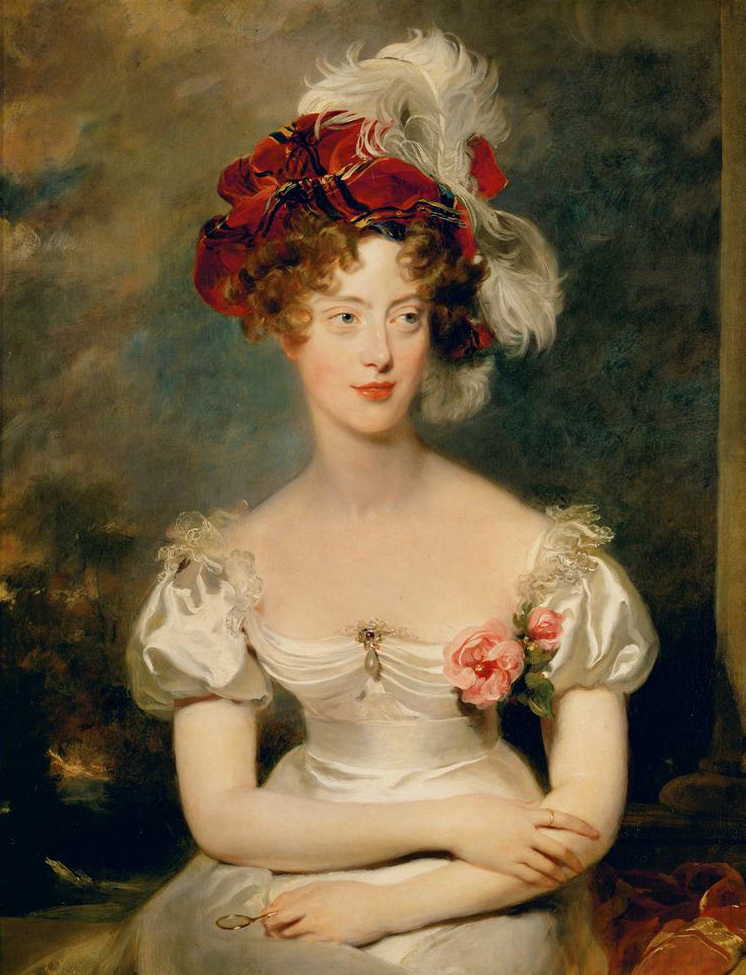
Carolina di Borbone, che Carlo Alberto aiutò nel fallito tentativo di riportare un Borbone sul trono di Francia

Durante la prima fase del regno di Carlo Alberto, se la politica interna registrò aperture liberali, quella estera rimase conservatrice, a causa principalmente del ministro degli Esteri Solaro della Margarita. L'atteggiamento legittimista del re di Sardegna fu dimostrato in occasione della Rivoluzione di Luglio del 1830 che aveva deposto Carlo X di Francia e determinato l'ascesa al trono di un ex rivoluzionario, Luigi Filippo. Sconvolto e indignato, Carlo Alberto decise di stringere un'alleanza difensiva con l'Austria. Il patto, firmato il 23 luglio 1831 e confermato nel 1836, prevedeva in caso di invasione francese del Regno di Sardegna un consistente aiuto militare austriaco. In questa situazione il comandante dell'esercito congiunto sarebbe stato Carlo Alberto, che aveva scritto all'ambasciatore austriaco Ludwig Senfft von Pilsach (1774-1853): «[…] il più bel giorno della mia vita sarà quello in cui si farà guerra contro i francesi e io sarò felice di servire nelle truppe austriache».
Coerente con tale atteggiamento legittimista fu l'appoggio che Carlo Alberto diede alla sua amica del dicembre 1823, Maria Carolina di Borbone che aspirava per il figlio al trono di Francia. Carolina era infatti la vedova del duca di Berry, secondogenito del re deposto Carlo X. Poiché il primogenito di quest’ultimo, il duca d'Angoulême, aveva rinunciato al trono, non rimaneva in linea di successione che il figlio di Carolina, Enrico, di cui il parlamento francese aveva invalidato la nomina a sovrano. Nel 1832, contraendo un debito, Carlo Alberto fece avere a Maria Carolina un milione di franchi e le mise a disposizione un piroscafo con il quale trasportare in Francia i volontari legittimisti. L’impresa si rivelò un totale disastro: il piroscafo fu bloccato a Marsiglia e in Vandea i partigiani della duchessa furono sconfitti dalle truppe regolari. Maria Carolina dopo una breve fuga fu arrestata a Nantes e rinchiusa nella cittadella di Blaye, presso Bordeaux.

##### L'appoggio ai reazionari spagnoli e portoghesi

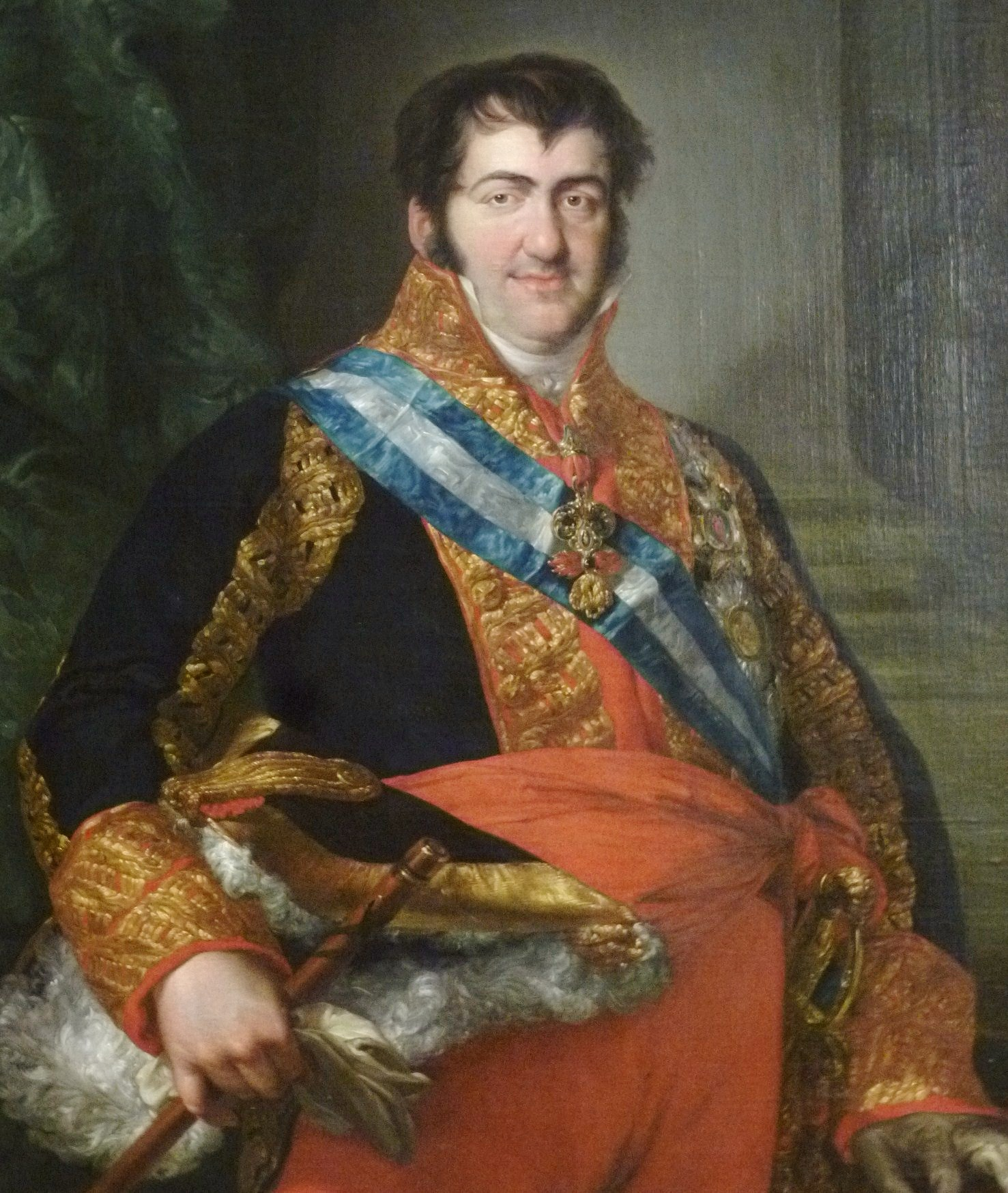
Carlo Alberto partecipò alla liberazione di Ferdinando VII di Spagna e successivamente lo appoggiò nella guerra civile contro il fratello.

Nella penisola iberica, nel frattempo, dopo la morte di re Ferdinando VII, alla cui liberazione dai costituzionalisti aveva partecipato anche Carlo Alberto, la Spagna si era divisa in due fazioni: la prima, di reazionari antiliberali che appoggiava le aspirazioni legittimiste di Carlo di Borbone-Spagna, detto Don Carlos, e la seconda di costituzionalisti che difendevano la reggenza di Maria Cristina di Borbone a tutela della piccola Isabella. Russia Austria e Prussia appoggiavano politicamente Don Carlos; Gran Bretagna, Francia e Portogallo appoggiavano, anche materialmente, i costituzionalisti. Carlo Alberto si unì ai primi, ma con la guerra carlista del 1833-1840, prevalsero i costituzionalisti.
Analogamente, nelle Guerre Liberali portoghesi (1828-1834) che seguirono la morte di Giovanni VI, Carlo Alberto si schierò con gli assolutisti di Michele del Portogallo, Dom Miguel, che fu ospitato in Piemonte. Anche in questo caso, però, vinsero i liberali comandati dal fratello di Dom Miguel, Dom Pedro, che era appoggiato dalla Gran Bretagna e dalla Francia di Luigi Filippo.

##### L'inizio della crisi con l'Austria
Tuttavia, l’idillio fra Carlo Alberto e l’Austria non era destinato a durare a lungo. Nel 1840, infatti, la crisi d'Oriente che contrapponeva la Francia di Luigi Filippo alle altre potenze europee indusse Carlo Alberto a progettare una politica espansionistica ai danni dell'Austria. Contestualmente, tra il 1840 e il 1843, si aprì una crisi commerciale fra Torino e Vienna per un vecchio trattato con il quale il Piemonte si impegnava a non fornire sale alla Svizzera. A seguito della violazione di questo trattato l'Austria aumentò del 100% il dazio sui vini piemontesi che entravano nel Lombardo-Veneto. La risposta di Carlo Alberto fu la minaccia di costruire una ferrovia che da Genova arrivasse al Lago Maggiore, di modo da deviare sulla città ligure il commercio tedesco di cui beneficiava il porto austriaco di Trieste.
Ma si trattava ancora solo di schermaglie perché le diplomazie dei due Stati riuscirono, ad esempio, a combinare un magnifico matrimonio tra il primogenito di Carlo Alberto, Vittorio Emanuele, e Maria Adelaide d'Asburgo-Lorena, matrimonio che fu celebrato l'11 aprile del 1842 a Stupinigi. La sposa era figlia di Ranieri Giuseppe d'Asburgo, viceré austriaco del Lombardo-Veneto e cognato di Carlo Alberto, avendone sposato nel 1820 la sorella Maria Elisabetta. I due novelli sposi erano quindi cugini di primo grado.

### Il periodo liberale (1845-1848)

#### L'elezione di Pio IX e il neoguelfismo

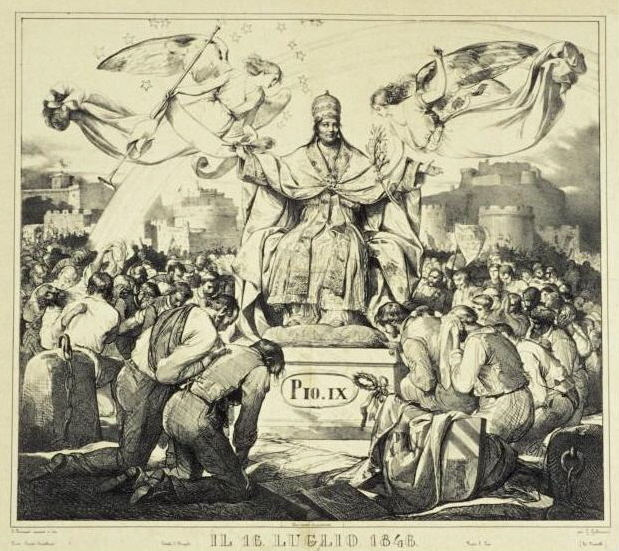
A seguito dell'amnistia politica del 16 luglio 1846 di papa Pio IX, Carlo Alberto si pose a capo del movimento neoguelfo.

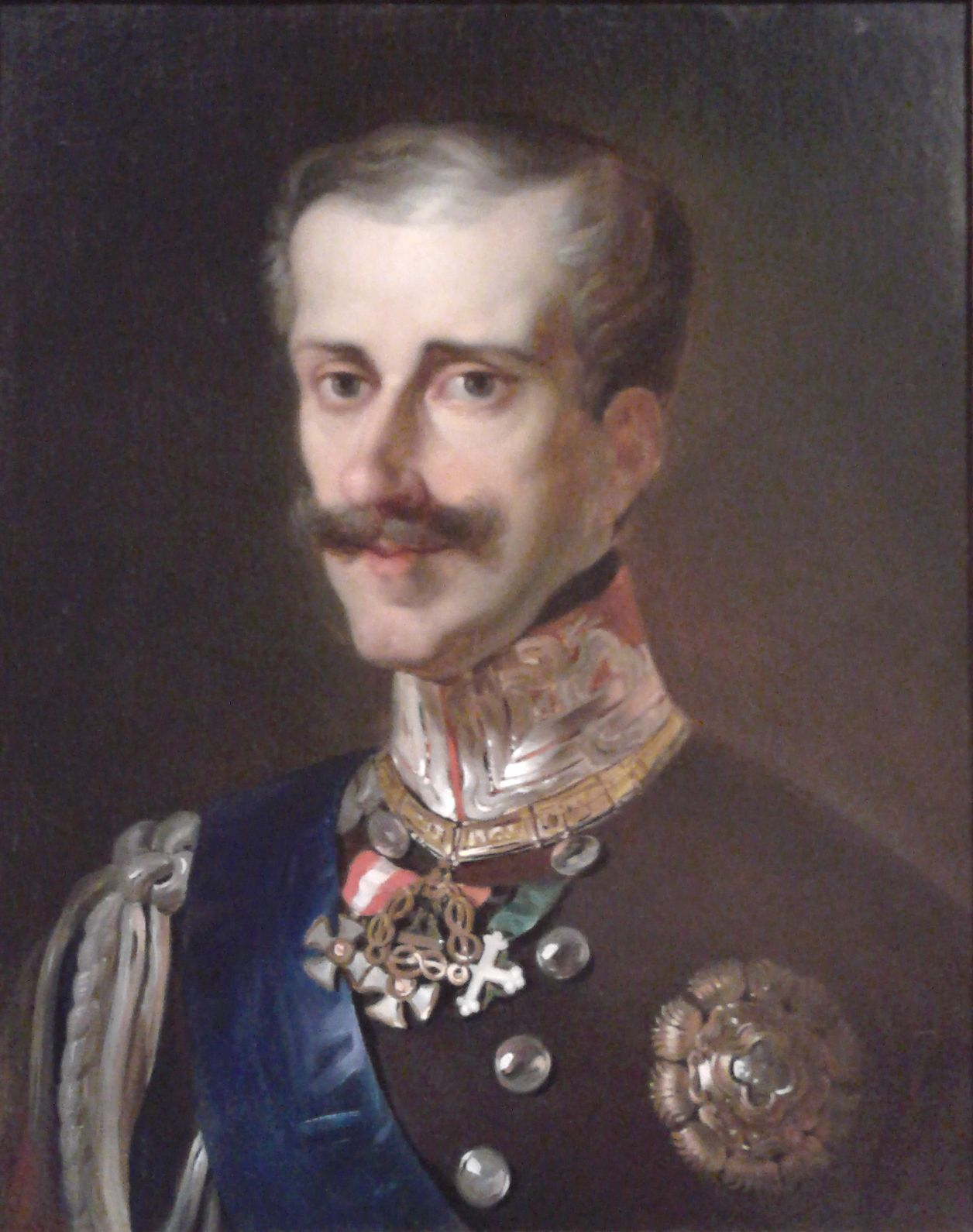
Carlo Alberto iniziò a considerare una politica antiaustriaca nel 1845

A partire dal 1845, in occasione dei moti che scoppiarono a Rimini, nello Stato Pontificio, Carlo Alberto mutò definitivamente l'orientamento della sua politica estera. A Massimo d'Azeglio disse: «… che il giorno della lotta contro l'Austria egli si sarebbe gettato con i suoi figli, con il suo esercito, con tutte le sostanze, a combattere per l'indipendenza d'Italia». Comprensibilmente, l'8 giugno 1846, per ordine del Cancelliere Klemens von Metternich l'ambasciatore austriaco a Torino, Karl Buol, invitò Carlo Alberto a chiarire la sua politica estera: o con l’Austria o con la rivoluzione. Il re di Sardegna prese tempo.
Ma la svolta ci fu qualche giorno dopo con l'elezione, il 16 giugno, di papa Pio IX, la cui prima preoccupazione fu di concedere l'amnistia ai condannati per reati politici. Il nuovo pontefice accusò poi l’Austria di aver occupato Ferrara, nel territorio della Chiesa, con la scusa di proteggere la città dalla rivoluzione. Carlo Alberto rimase positivamente impressionato dalla politica del nuovo pontefice, riconoscendo nella situazione quanto auspicato nel Primato morale e civile degli italiani del sacerdote neoguelfo Vincenzo Gioberti. Costui sosteneva infatti un'unione federale degli Stati italiani sotto la guida del Papa. Carlo Alberto vide in Pio IX un modo di conciliare la fede con le proprie idee liberali e gli scrisse offrendogli il suo appoggio, con l'intenzione di sfruttare il fermento e rendere il Piemonte protagonista del momento storico.
Conseguentemente, nel settembre 1847 Cesare Trabucco, segretario di Carlo Alberto, in un’occasione pubblica fu autorizzato a leggere una lettera del 2 del mese nella quale il Re sperava che Iddio gli facesse la grazia di poter intraprendere una guerra di indipendenza per la quale lui avrebbe preso il comando dell’esercito e della causa guelfa. Queste dichiarazioni e questi atteggiamenti resero molto più popolare Carlo Alberto che, tuttavia, continuava a far sciogliere le manifestazioni antiaustriache, anche perché la corte e il governo erano divisi. Il generale De La Tour, Il ministro degli Esteri Solaro della Margarita (che poi si dimise) e l’arcivescovo Luigi Fransoni consideravano pericolosa la nuova strada intrapresa; ma gli erano favorevoli il ministro della Guerra Emanuele Pes di Villamarina, Cesare Alfieri di Sostegno, Cesare Balbo, Massimo e Roberto d’Azeglio e il giovane conte di Cavour.

#### Il 1848: la "Primavera dei popoli"

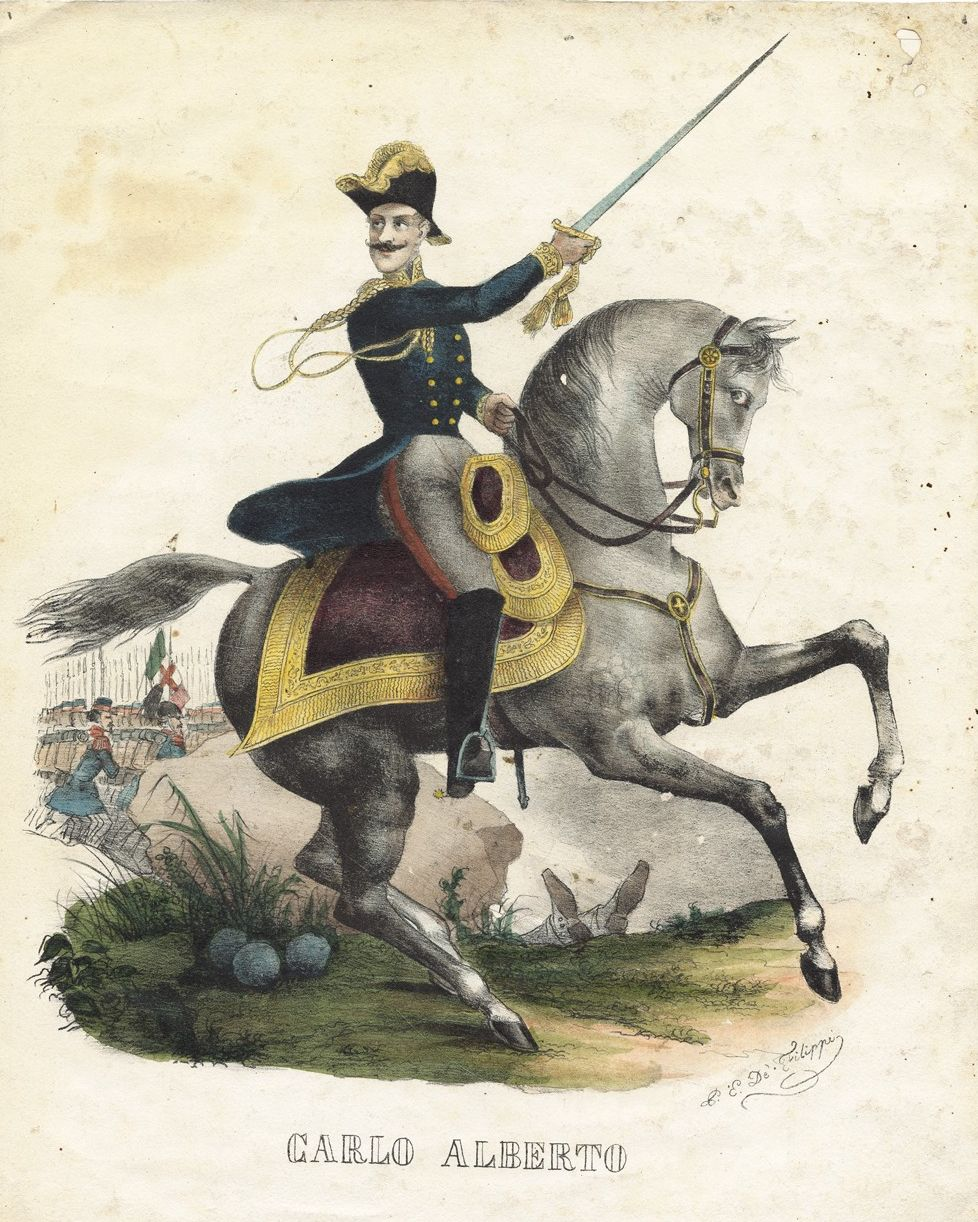
Carlo Alberto decise di aderire all'idea di un'Italia federata sotto l'influenza del papa.

L'Italia al tempo in cui Carlo Alberto era re di Sardegna.

Anche sull'ondata del neoguelfismo ispirato dalla personalità di Pio IX, il biennio 1846-1848 vide il rinforzarsi del movimento risorgimentale. Carlo Alberto decise di allentare la presa assolutista sulla società concedendo, sul finire dell'ottobre del 1847, l'Editto delle Riforme, che prevedeva fra l'altro una certa libertà di stampa e di parola.
All'inizio del 1848, in Francia scoppiò la rivoluzione contro Luigi Filippo; e nel Regno delle Due Sicilie a seguito della rivoluzione in Sicilia, Ferdinando II di Borbone concedeva la costituzione. Analoghi provvedimenti di Leopoldo II di Toscana e di Pio IX misero Carlo Alberto davanti al dilemma se assecondare o meno i liberali piemontesi sulla medesima questione.
Il 7 gennaio 1848 all'albergo Europa di Torino si tenne la riunione dei giornali della città e Cavour, direttore del Risorgimento, propose di chiedere al Re la costituzione. Anche la maggior parte dei ministri era del parere che la costituzione andava concessa, soprattutto per impedire che venisse imposta dal popolo. Carlo Alberto, indeciso sul da farsi, non volendo mancare al giuramento di più di vent'anni prima fatto a Carlo Felice di rispettare le leggi fondamentali della monarchia, pensò di abdicare come aveva fatto in circostanze simili Vittorio Emanuele I. Mandò quindi a chiamare il figlio per prepararlo alla successione, ma l'erede riuscì a dissuaderlo. Carlo Alberto si fece dunque assolvere dal giuramento dall'arcivescovo di Vercelli, Alessandro d'Angennes, il 7 febbraio 1848.

#### Lo Statuto Albertino

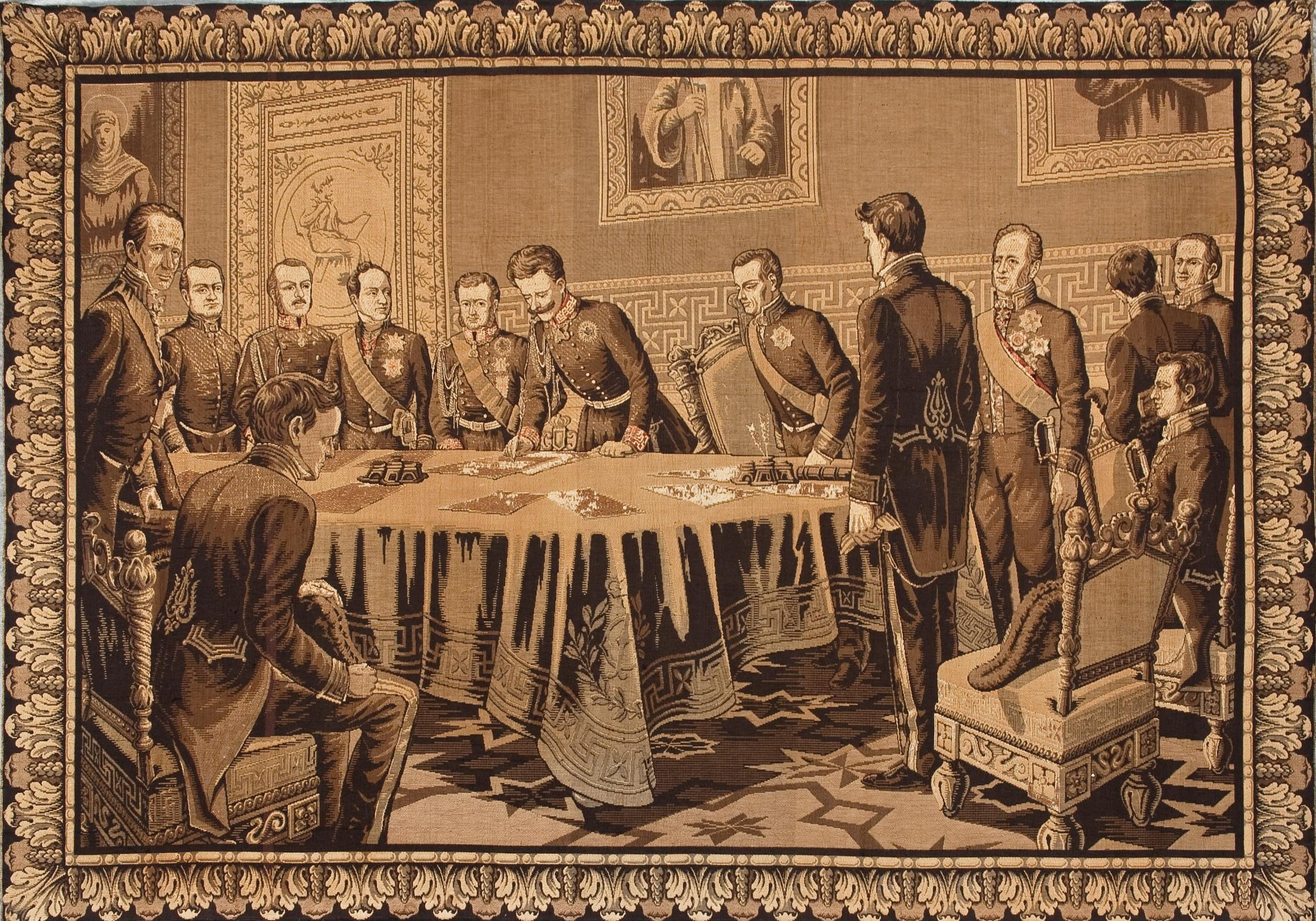
Carlo Alberto firma lo Statuto il 4 marzo 1848

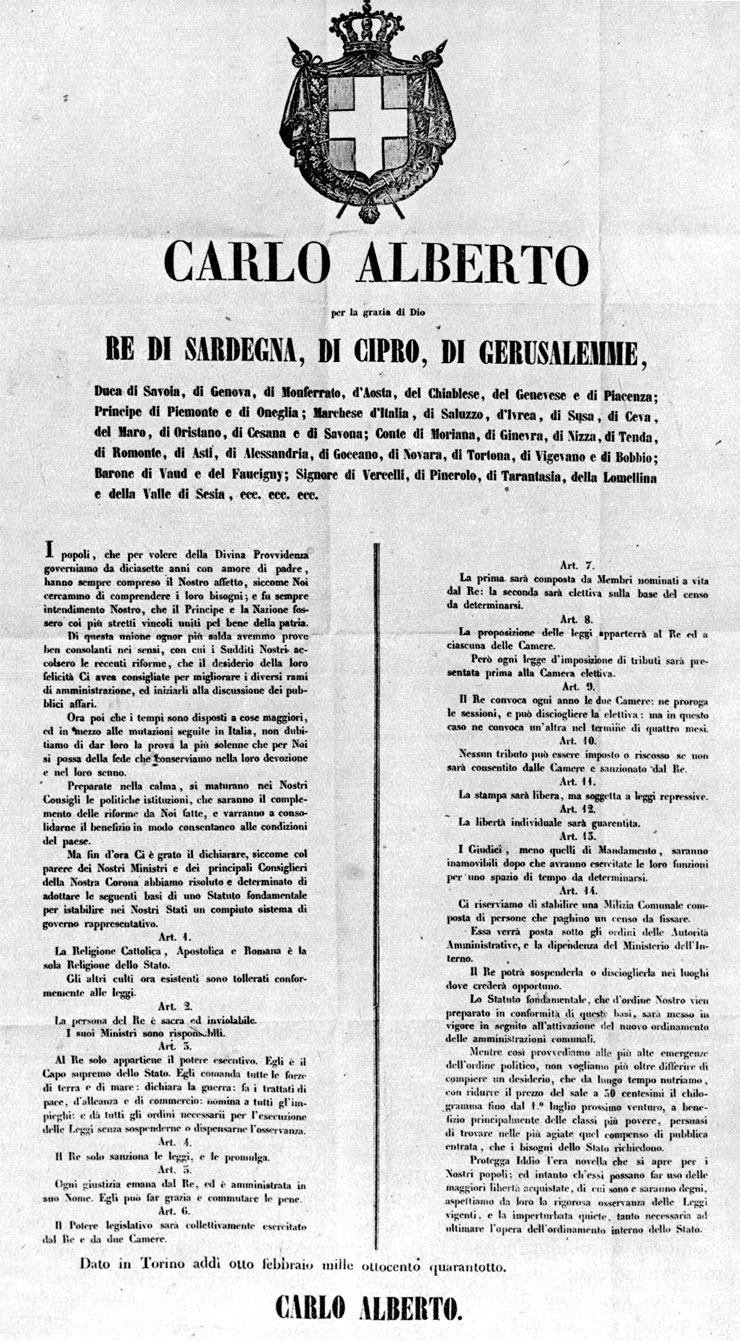
L'editto dell'8 febbraio 1848 con il quale si avvisava della concessione dello Statuto e se ne dava lo schema in 14 articoli

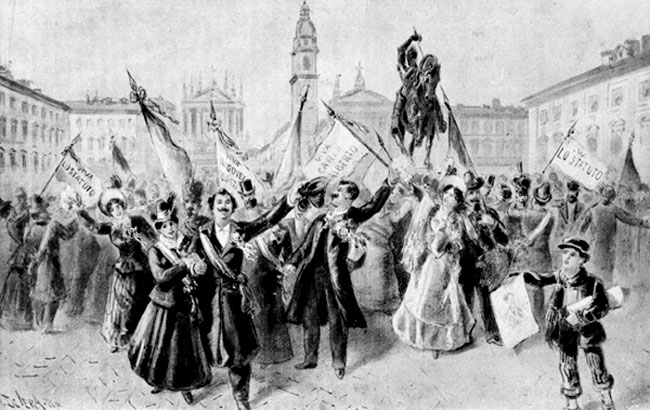
Festeggiamenti a Piazza San Carlo a Torino per la proclamazione dello Statuto Albertino in una stampa dell'epoca

Il 7 febbraio 1848 si riunì un Consiglio di Stato straordinario, che comprendeva sette ministri del governo, i decorati dell'ordine dell'Annunziata e altre importanti personalità. L'argomento del Consiglio era la opportunità di promulgare una carta costituzionale e i lavori si dilungarono per diverse ore. Il Re era presente, ma decise in un primo momento di non intervenire. Contrari alla costituzione erano De La Tour, Carlo Beraudo di Pralormo e Luigi Provana di Collegno. Nell'intervallo del pranzo Carlo Alberto ricevette una rappresentanza della popolazione di Torino che gli chiese di concedere la costituzione per il bene comune e per preservare l'ordine pubblico.
Era ormai necessario prendere una decisione e, alla fine, fu incaricato il ministro dell'Interno Giacinto Borelli (1783-1860) di preparare un progetto di costituzione. Una prima versione fu approvata e gli fu dato il nome di “Statuto”. Carlo Alberto aveva premesso che non avrebbe firmato se nel testo non fosse stato chiaro il rispetto della religione cattolica e l'onore della monarchia. Ottenutele, firmò. La seduta si sciolse all'alba.
Verso le 15,30 dello stesso 8 febbraio, venne affisso per le strade di Torino un editto del Re che esponeva in 14 articoli le basi dello Statuto per un sistema di governo rappresentativo. Già alle 18 la città era tutta illuminata e percorsa da imponenti dimostrazioni a favore di Carlo Alberto. L'editto precisava che la religione cattolica era la religione di Stato, ma garantiva la libertà religiosa; che il potere esecutivo apparteneva al Re che comandava le forze armate; che il potere legislativo era esercitato da due Camere, una delle quali elettiva e l'altra di nomina regia; e che si proclamava la libertà di stampa e quella individuale. Lo Statuto, completo di tutti i suoi articoli, fu approvato e firmato il 4 marzo da Carlo Alberto. Il primo governo costituzionale fu presieduto da Cesare Balbo che si insediò il 16 marzo 1848, due giorni prima dell'inizio delle Cinque giornate di Milano.
In questo contesto, con le lettere patenti Carlo Alberto concesse, primo sovrano nella penisola italiana, i diritti civili e politici (compreso l'accesso alla carriera accademica e a quella militare) a valdesi ed ebrei.

#### I rapporti con il governo provvisorio milanese
Dopo i fenomeni rivoluzionari in Francia e in Sicilia e dopo la promulgazione dello Statuto albertino, la ribellione si propagò a Milano il 18 marzo 1848, a Venezia e perfino a Vienna dove i moti costrinsero Metternich e l'imperatore Ferdinando I d'Austria alla fuga. A Milano ci si aspettava che Carlo Alberto cogliesse l'occasione ed entrasse in guerra contro l'Austria. Al liberale lombardo Francesco Arese giunto a Torino fece avere un chiaro messaggio: 
(Biglietto di Carlo Alberto per Francesco Arese del 19-20 marzo 1848, in Bertoldi, p. 228)
Nonostante le risorse del Regno fossero esigue, l'esercito piemontese cominciò la mobilitazione. Le truppe per lo più si trovavano schierate ai confini occidentali, essendo quelli orientali garantiti dal trattato di alleanza con l'Austria. Tuttavia Carlo Alberto si rese conto che non avrebbe potuto mancare un'occasione unica, quella di ampliare i propri possedimenti con l'acquisto della Lombardia. Per questo chiese ai milanesi di proclamare l'annessione al Regno di Sardegna quale ricompensa al suo imminente intervento militare.
Il 23 marzo 1848 a Torino l'inviato piemontese a Milano tornò con la notizia che gli Austriaci erano stati costretti a evacuare la città e che si era costituito un governo provvisorio guidato da Gabrio Casati il quale invocava Carlo Alberto come alleato. Evidentemente non molto entusiasti dell'idea di essere annessi, i milanesi chiesero al Re di non entrare in città e di adottare come bandiera il tricolore della Repubblica Cisalpina.
Carlo Alberto, benché non avesse avuto la garanzia dell'annessione, accettò le condizioni dei milanesi e chiese solamente che sul tricolore comparisse lo stemma di Casa Savoia. Stava per entrare in guerra contro una grande potenza le cui truppe in Italia erano comandate da uno dei migliori generali del momento: Josef Radetzky. Riscattatosi completamente dal suo passato reazionario, il sovrano apparve al balcone di palazzo reale a fianco dei rivoltosi milanesi agitando il tricolore, mentre, entusiasti, i torinesi lo acclamavano al grido di: «Viva l'Italia! Viva Carlo Alberto!».

### La prima guerra di indipendenza (1848-1849)
Il 23 marzo 1848 venne pubblicato il proclama di Carlo Alberto ai popoli dell'Italia settentrionale: 
(Dal proclama di Carlo Alberto del 23 marzo 1848, in Mack Smith, p. 205)
Il federalista Carlo Cattaneo non apprezzò: «Ora che il nemico è in fuga il Re vuole venire con tutto l'esercito: doveva mandarci almeno un carro di polvere tre giorni fa: si udì per cinque giorni, in Piemonte, il rimbombo della mitraglia che ci divorava: il Re lo sapeva e non si mosse: i poveri volontari si sono ben mossi».
Per il Piemonte arrivò comunque il momento di agire. Ma, al di là della situazione contingente, la decisione di Carlo Alberto rispondeva a un sogno dinastico, ovvero l'espansione verso la pianura padana che, da Carlo Emanuele I in avanti, era diventata parte della politica dei Savoia; e all'estromissione, di conseguenza, degli austriaci padroni del Lombardo-Veneto.

#### La prima Campagna

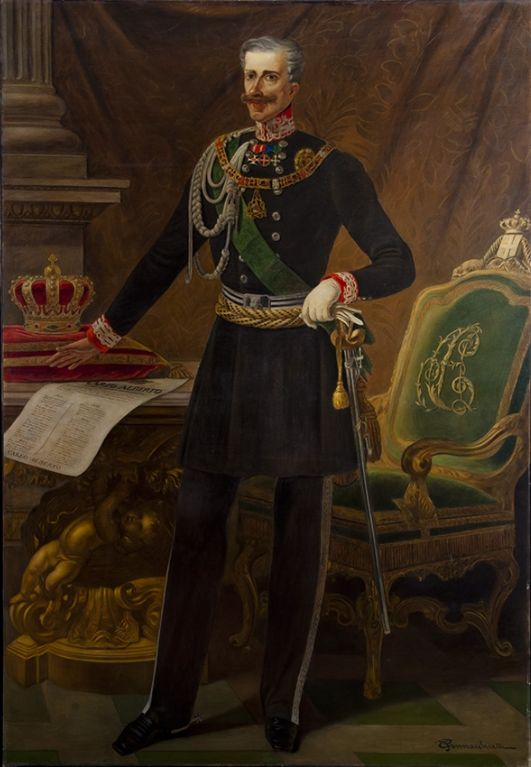
Modesto stratega, dopo le vittorie iniziali, Carlo Alberto fu duramente sconfitto il 27 luglio 1848 a Custoza.

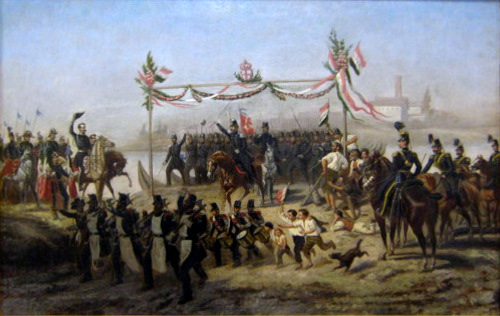
Carlo Alberto con la feluca in mano, a sinistra, accoglie le truppe piemontesi dopo aver attraversato il Ticino.

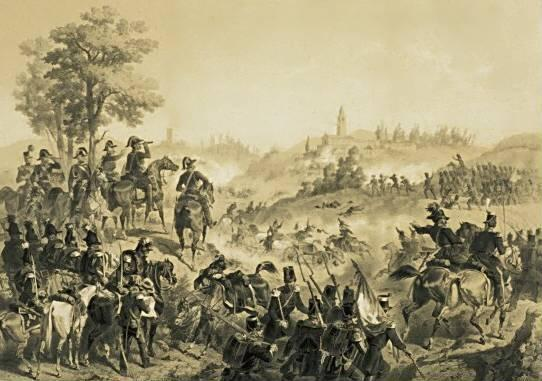
Carlo Alberto (con il cannocchiale) e il comando piemontese durante la battaglia di Pastrengo

Intenzionato a mettersi a capo dell’armata, la sera del 26 marzo 1848, Carlo Alberto partì dalla capitale sabauda per Voghera. Il governo provvisorio milanese non si era ancora pronunciato chiaramente sull’annessione della Lombardia al Regno di Sardegna e ciò lo metteva in ansia. Gli Austriaci del generale Josef Radetzky, intanto, si apprestavano a schierarsi al di là del fiume Mincio, in quello che veniva denominato il Quadrilatero, ovvero l’area geografica delimitata dalle quattro fortezze asburgiche di Peschiera, Mantova, Verona e Legnago. Proseguendo la sua avanzata verso est, Carlo Alberto fece il suo ingresso fra le acclamazioni del popolo, il 29 marzo, nella città di Pavia e, passando per Cremona e Castiglione delle Stiviere, l'11 aprile giunse a Volta Mantovana, a quattro chilometri dal Mincio.
Aperte le ostilità, fra l'8 e il 9 aprile i bersaglieri ottennero un successo nel primo scontro della campagna battendo gli Austriaci nella battaglia del ponte di Goito. Passato il Mincio con il suo esercito, Carlo Alberto il 30 aprile riportò un'altra vittoria a Pastrengo, dove si espose in prima linea: il reparto al suo seguito fu preso di mira dagli Austriaci che vennero dispersi da una carica dei carabinieri a cavallo alla quale partecipò anche il Re.
Fu in questa atmosfera di entusiasmi che il 2 maggio arrivò la notizia che Pio IX il 29 aprile, con un'allocuzione, aveva ritirato il suo appoggio militare e politico alla causa italiana. Nonostante ciò i soldati pontifici inviati non si ritirarono e rimasero a combattere come volontari, ma politicamente l’idea neoguelfa di Vincenzo Gioberti che Carlo Alberto aveva abbracciato per giustificare la sua guerra, venne meno. Né si sarebbe potuto realizzare il progetto di un’Italia unita a guida pontificia. Il sovrano tuttavia non si scoraggiò e continuò l'avanzata verso Verona, alla cui periferia, il 6 maggio, un duro scontro con gli austriaci, la battaglia di Santa Lucia, gli precluse la possibilità di conquistare la piazzaforte.
Due altri avvenimenti seguirono nei giorni successivi. Il 21 maggio il contingente di 14.000 uomini dell'esercito napoletano che si era messo in marcia contro l'Austria, ebbe ordine da Ferdinando II (che aveva seguito l'esempio Pio IX) di tornare in patria; e il 25 i rinforzi austriaci che avevano attraversato il Veneto raggiunsero a Verona. A Carlo Alberto, ambizioso ma di modeste capacità strategiche, non rimase che proseguire da solo la guerra. La battaglia di Goito e la resa di Peschiera (30 maggio) furono i suoi ultimi successi; poi, gli austriaci conquistarono Vicenza (10 giugno) disperdendo i volontari pontifici e, infine, ottennero sui piemontesi una vittoria decisiva nella battaglia di Custoza tra il 22 e il 27 luglio.
L'8 giugno i milanesi e i lombardi avevano nel frattempo votato a stragrande maggioranza per l'annessione al Regno di Sardegna, così come avevano fatto il 24 maggio i cittadini del Ducato di Parma e Piacenza : questo valse alla città di Piacenza il titolo di "Primogenita". Ma le cose per Carlo Alberto andavano male: i soldati risentivano delle recente sconfitta e della fatica, ed erano affamati ed esausti, oltreché ormai ostili ideologicamente al conflitto. Un consiglio di guerra scelse, allora, l'ipotesi di chiedere una tregua all’Austria.

#### Gli eventi di Milano e la tregua

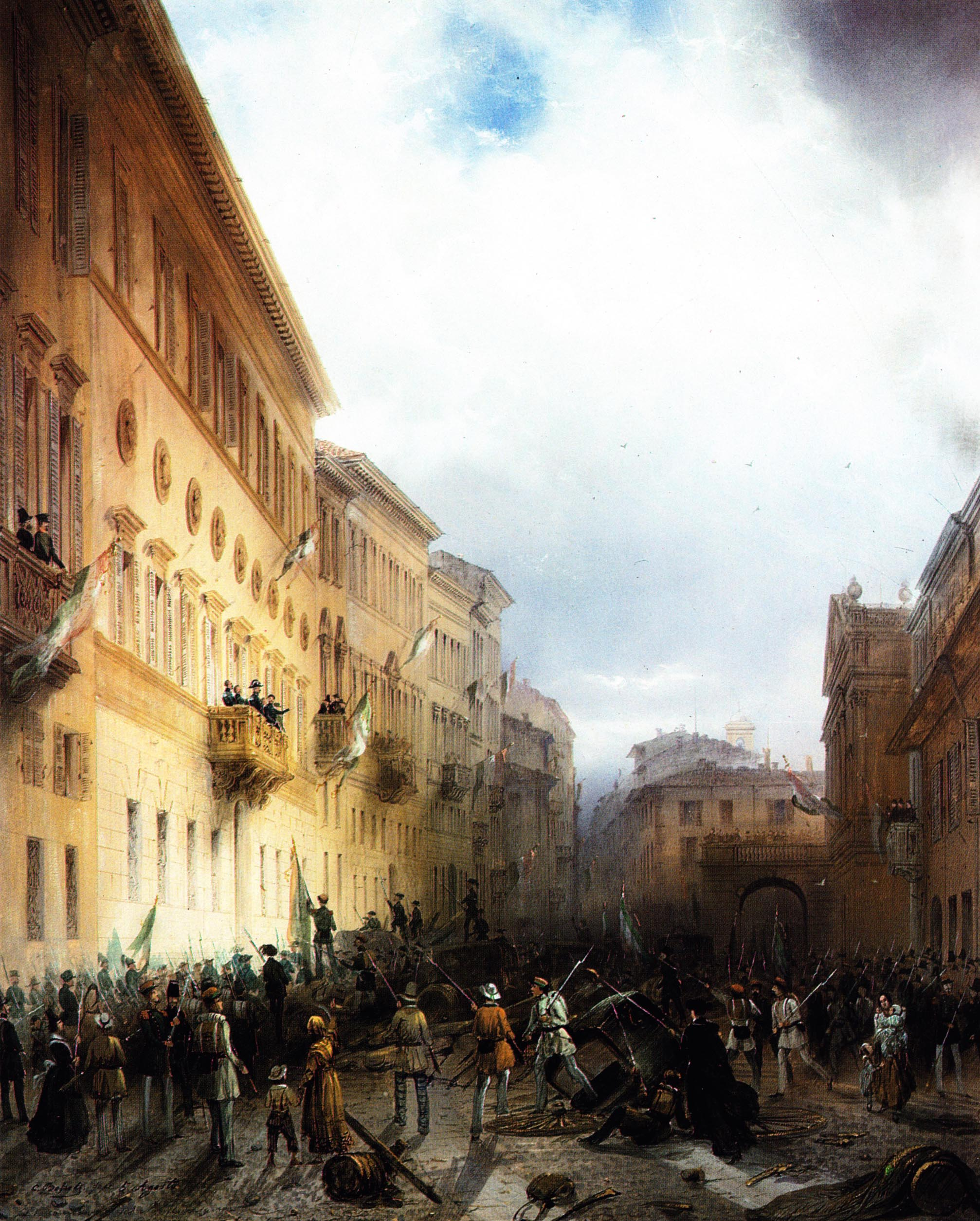
Carlo Alberto al balcone di palazzo Brentani Greppi a Milano il 5 agosto 1848 tenta di calmare la folla contraria alla resa della città

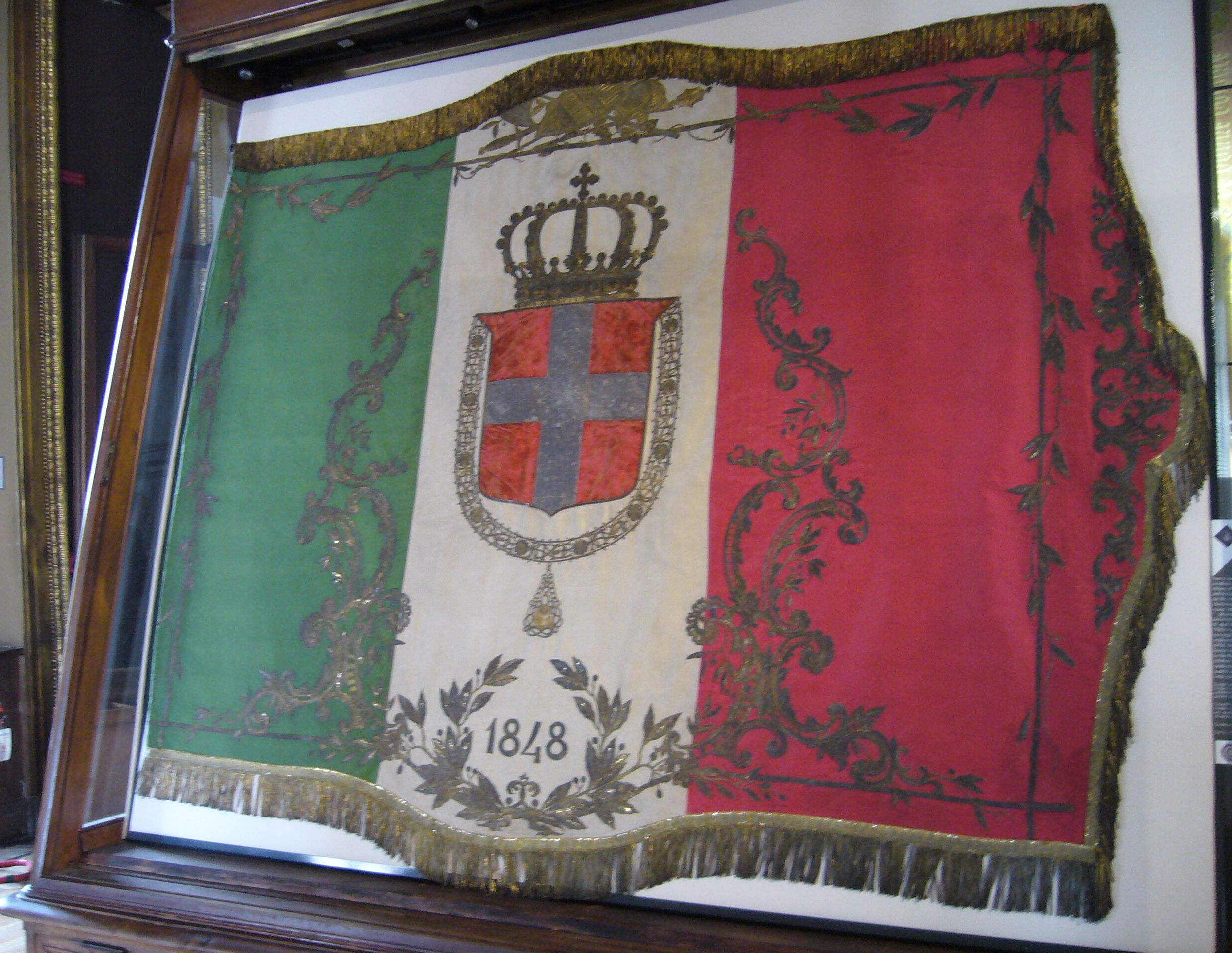
Bandiera donata dalle donne milanesi a Carlo Alberto nella primavera-estate del 1848

La sera del 27 luglio 1848 gli Austriaci si resero disponibili alla tregua, ma solo se i Piemontesi si fossero ritirati sulla sponda destra dell'Adda (a poco più di 20 km a est di Milano) e avessero rinunciato sia alle fortezze, tra cui quella di Peschiera, sia ai ducati di Parma e Modena abbandonati dai loro monarchi. Carlo Alberto, in contrasto con il figlio Vittorio Emanuele sulla conduzione della guerra, esclamò «Piuttosto morire!» e si preparò a resistere sull'Oglio (cioè almeno 25 km più a est rispetto a quanto chiesto da Radetzky). Il re di Sardegna non voleva accettare l’idea di perdere la Lombardia, con il grave pericolo per il Piemonte di un successo repubblicano a Milano e un conseguente soccorso della Francia ai lombardi.
Rifiutata la proposta austriaca, si giudicò però l'Oglio troppo debole come linea difensiva e le truppe dovettero comunque ritirarsi sull'Adda. Qui alcune manovre dovute alla libera iniziativa di un generale portarono all'isolamento di una divisione e alla necessità di retrocedere ancora, verso Milano. Nei suoi pressi gli austriaci attaccarono i piemontesi il 4 agosto. Dopo una giornata di battaglia le truppe di Radetzky prevalsero e i Piemontesi, il 6 agosto, si ritirarono nelle mura della città. Carlo Alberto, riparatosi a palazzo Brentani Greppi, trattò con gli Austriaci la resa di Milano in cambio della possibilità di ritirarsi con l'esercito in Piemonte.
Il giorno dopo i milanesi seppero dell'accordo e scoppiò la loro indignazione. La folla protestò di fronte a palazzo Brentani Greppi e quando il Re si affacciò al balcone furono sparate alcune fucilate al suo indirizzo.
Allora il secondogenito di Carlo Alberto, Ferdinando, e il generale Alfonso La Marmora portarono in salvo Carlo Alberto che, di notte, lasciò Milano seguito dall'esercito.
L'8 agosto, il generale Carlo Canera di Salasco tornò a Milano e trattò con gli austriaci l'armistizio che poi prese il suo nome (Armistizio Salasco) e che fu firmato il 9. Carlo Alberto ratificò l'armistizio nonostante il parere negativo di alcuni, fra cui Gioberti, che ritenevano auspicabile e probabile un aiuto della Francia. Quest'ultima, secondo il Re, così come aveva dichiarato l'ex ministro degli Esteri francese Alphonse de Lamartine, avrebbe aiutato esclusivamente i repubblicani.

#### La battaglia di Novara e l'abdicazione

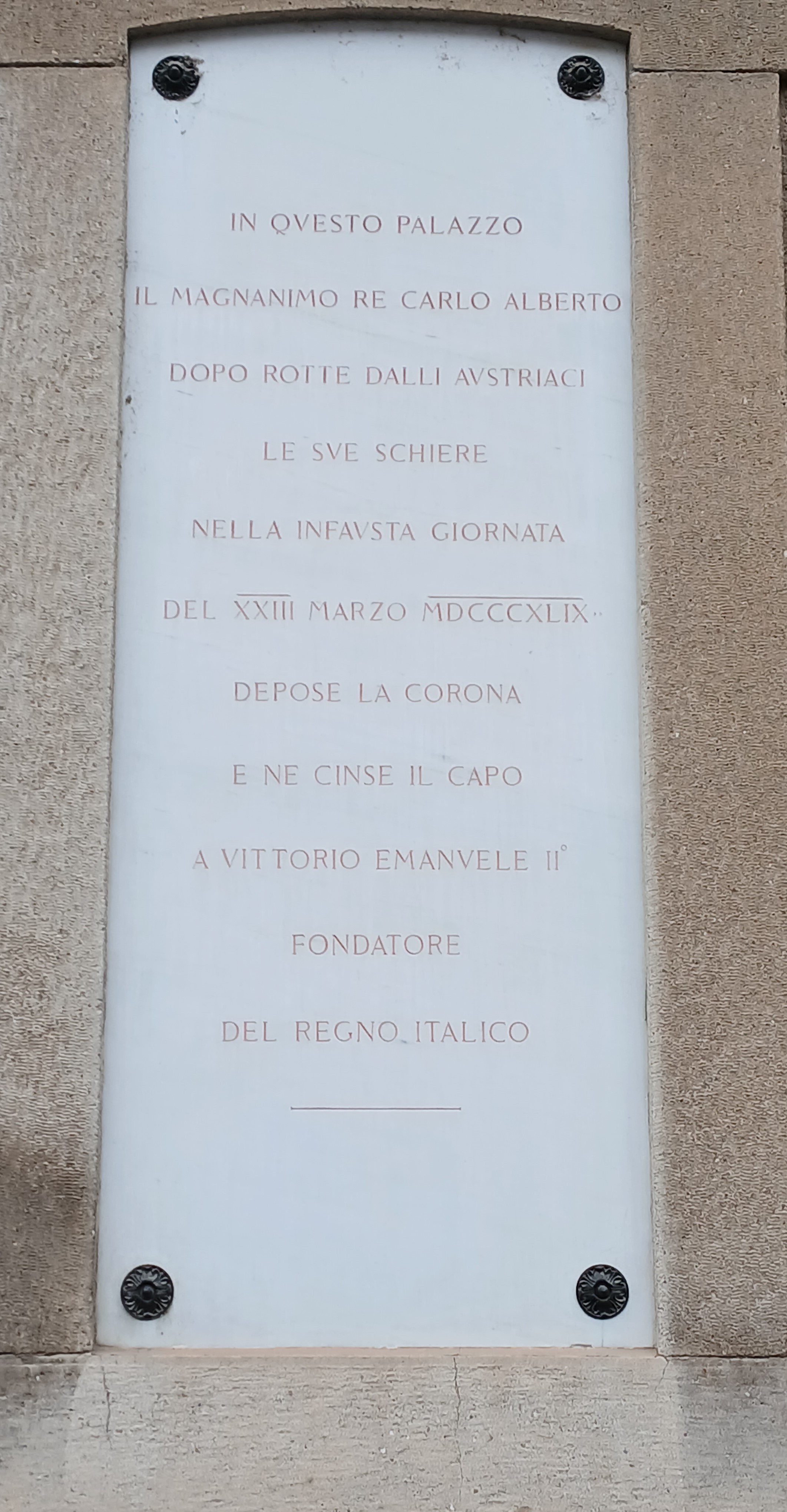
Palazzo Tornielli Bellini: lapide commemorativa dell'abdicazione

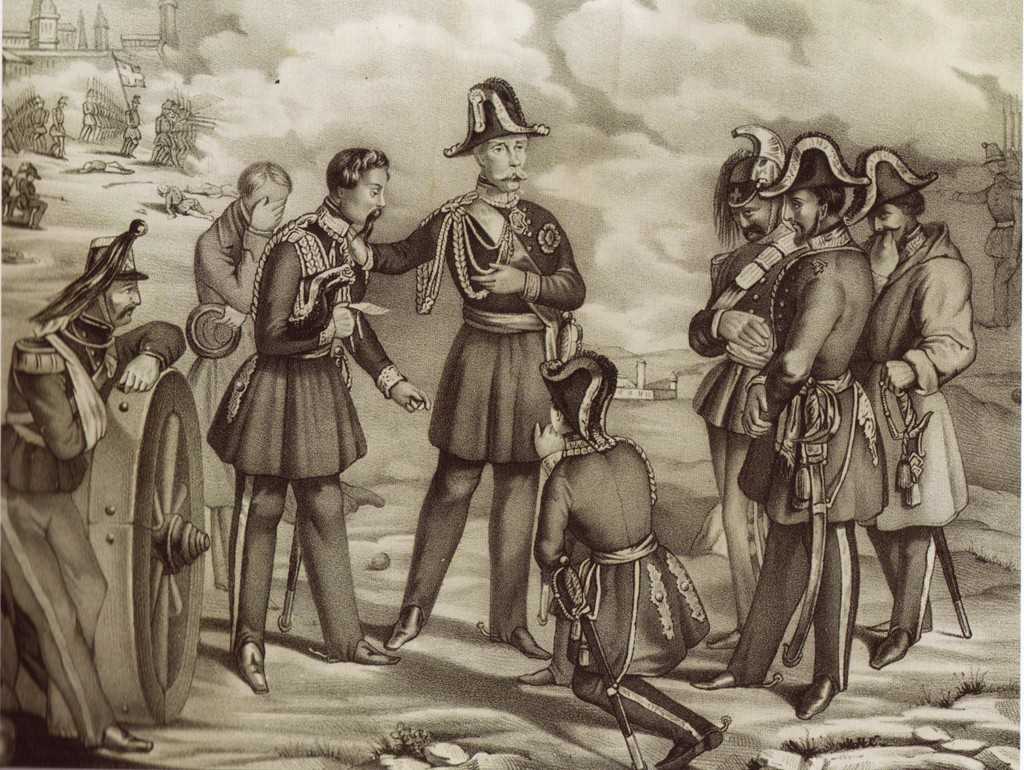
Carlo Alberto abdica in favore del figlio Vittorio Emanuele in una stampa dell'epoca

Dopo la sconfitta militare, che con l’armistizio Salasco aveva sospeso la guerra almeno per sei settimane, Carlo Alberto fu oggetto di severe critiche, sia da parte dei politici che del popolo. Lo si invitava a lasciare l’alto comando e a sostituire quei generali che avevano mancato nello spirito combattivo e nelle azioni. Ma il Re volle rimanere a capo dell’esercito, restio a riconoscere le proprie manchevolezze e convinto che lo scoraggiante risultato della campagna militare in Lombardia fosse «un segno dell’ira divina per l’empietà parlamentare e governativa verso gli ordini religiosi». Carlo Alberto esonerò tuttavia tre generali, ma non aprì alcuna inchiesta, né volle cambiare le modalità di reclutamento. Riabilitò invece i gesuiti e stese la sua protezione sulle congregazioni religiose.
Mandò anche alle stampe la sua versione della campagna militare e decise di rompere l'armistizio. Il 1º marzo, all'inaugurazione della legislatura, parlò esplicitamente di guerra e la Camera gli rispose positivamente. Per la ripresa delle ostilità il Re si persuase a detenere il comando dell'esercito solo in modo formale e, amareggiando i generali piemontesi, scelse come comandante effettivo il generale polacco Wojciech Chrzanowski. L'8 marzo 1849 a Torino il Consiglio dei ministri decise che la tregua sarebbe stata interrotta il 12. Per cui, secondo le clausole dell'armistizio che stabilivano un preavviso di otto giorni, la prima guerra d'indipendenza riprese il 20 marzo 1849.
Il 22 Carlo Alberto giunse a Novara e il giorno dopo Radetzky attaccò la città da sud in superiorità numerica presso il borgo della Bicocca. Chrzanowski commise alcuni importanti errori tattici e, nonostante il valore dei Piemontesi e dello stesso Carlo Alberto che si batté in prima linea con il figlio Ferdinando, la sconfitta nella battaglia di Novara fu disastrosa. Tornato in città, a palazzo Bellini, il Re dichiarò:
(Bertoldi, p. 250)
Le condizioni poste dall'Austria furono durissime: occupazione della Lomellina e della fortezza di Alessandria, nonché consegna di tutti i patrioti lombardi che si erano battuti contro l'Austria. Carlo Alberto chiese allora al suo Stato maggiore se fosse stata possibile un’azione di sfondamento verso Alessandria. La risposta fu negativa: la sua incolumità era in pericolo, le truppe non rispondevano più e molti soldati saccheggiavano le campagne del circondario.
Alle 21,30 dello stesso 23 marzo, Carlo Alberto riunì l’ultimo consiglio di guerra con i figli, Chrzanowski, i generali Alessandro e Carlo La Marmora, Giovanni Durando, Luigi Fecia di Cossato (che aveva trattato l'armistizio) e il ministro Carlo Cadorna. Dichiarò che non poteva che abdicare e, ai tentativi di dissuasione, nella speranza che l'erede potesse ottenere condizioni migliori, concluse dicendo: «La mia decisione è frutto di matura riflessione; da questo momento io non sono più il re; il re è Vittorio, mio figlio».

### L'esilio (1849)

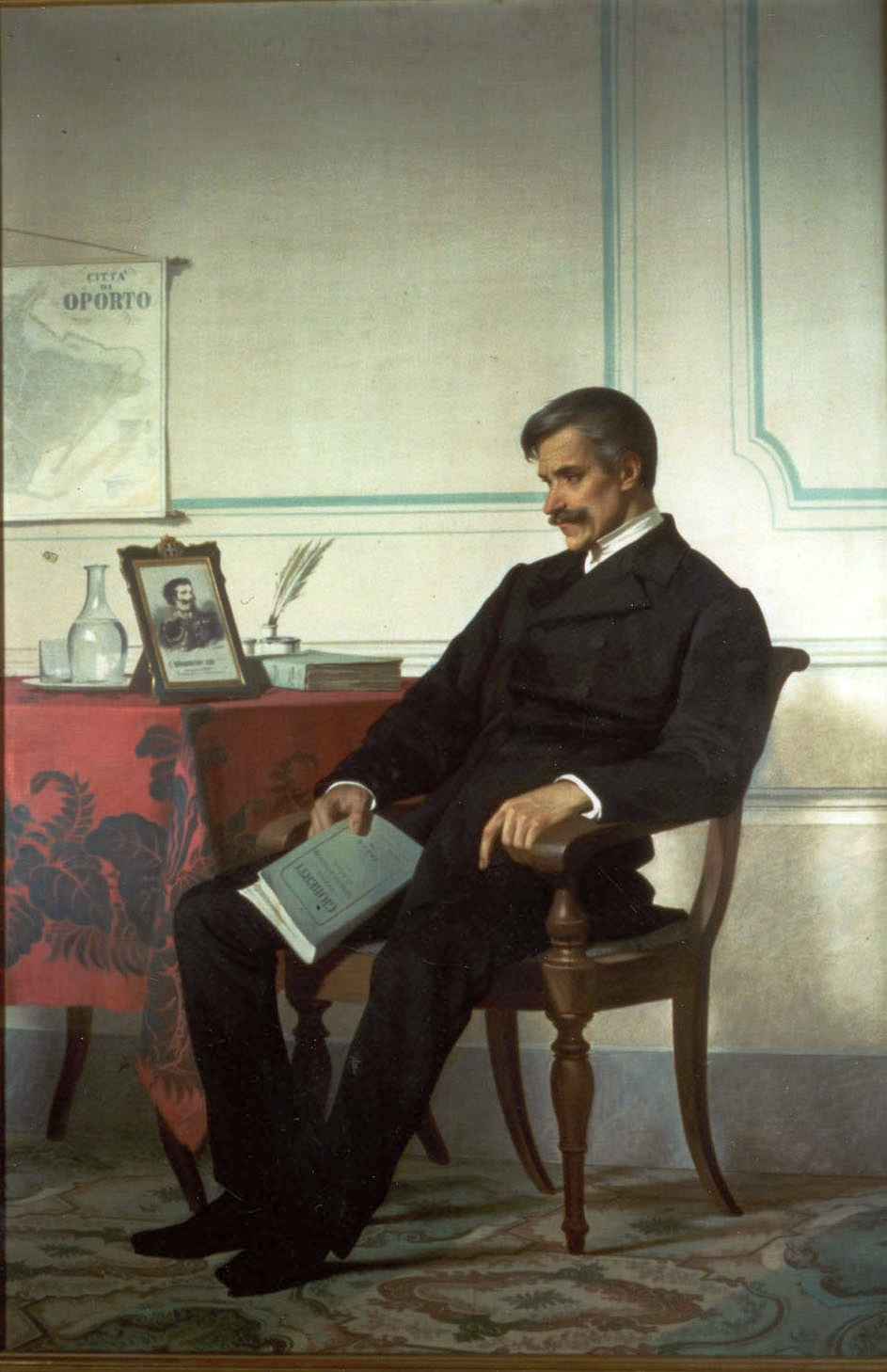
Carlo Alberto durante l'esilio a Oporto. Nella mano un testo di Gioberti, del quale condivideva l'ideale neoguelfo.

Il figlio primogenito di Carlo Alberto, ormai re di Sardegna con il nome di Vittorio Emanuele II, si incontrò il 24 marzo 1849 a Vignale con Radetzky e ottenne effettivamente delle clausole più vantaggiose rispetto a quelle previste in un primo momento. Gli Austriaci avrebbero occupato momentaneamente la Lomellina e solo una metà della piazzaforte di Alessandria, per la cui servitù nelle clausole di pace si parlava di “permesso” e non di “diritto”.

#### Il viaggio verso il Portogallo
Carlo Alberto intanto aveva lasciato Novara a mezzanotte circa del 23 marzo 1849. La carrozza si diresse verso Orfengo (a metà strada fra Novara e Vercelli) probabilmente senza una meta finale precisa, al solo scopo di lasciare l’Italia. Ma dopo poco fu fermata a un posto di blocco austriaco. Carlo Alberto disse di essere il conte di Barge (titolo che realmente possedeva), colonnello dell'esercito piemontese. Il generale Georg Thurn Valsassina (1788-1866) volle interrogarlo e non si sa se lo riconobbe o meno. Fattolo riconoscere come conte di Barge da un bersagliere catturato (alla domanda «potete confermare che si tratta del conte di Barge?» il soldato rispose «È il conte di Barge»), Carlo Alberto fu lasciato passare e proseguì il suo viaggio verso sud-ovest.
L'ex sovrano proseguì per Moncalvo, Nizza Monferrato, Acqui, Savona, Ventimiglia e il Principato di Monaco, dove arrivò il 26 marzo. A Nizza (all'epoca del Regno di Sardegna) gli fu consegnato un passaporto che gli avrebbe permesso di viaggiare senza problemi in Francia, Spagna e Portogallo. Da Antibes, in Francia, pur non citando la consorte, mandò a Torino disposizioni riguardanti la famiglia. Il 1º aprile aveva raggiunto Bayonne, quasi sulla costa atlantica, e il 3 lo raggiunsero da Torino per fargli firmare l'atto legale di abdicazione.
L'ex sovrano proseguì per Torquemada, Valladolid, Leon, La Coruña, dove arrivò il 10 aprile e dove terminarono le strade rotabili. A cavallo, affrontando il maltempo, giunse a Lugo e il 15 aprile varcò la frontiera con il Portogallo a Caminha. Da qui giunse a Viana do Castelo, Póvoa de Varzim e, finalmente, il 19 aprile a Oporto. Da qui avrebbe voluto forse imbarcarsi per l'America, ma fu costretto a fermarsi perché era malato e il viaggio l'aveva troppo affaticato.

#### Gli ultimi tempi

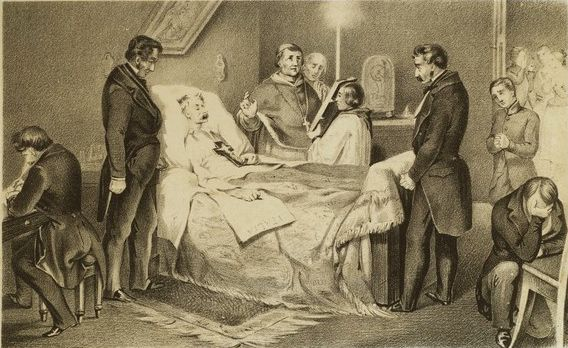
La morte di Carlo Alberto in una stampa dell'epoca

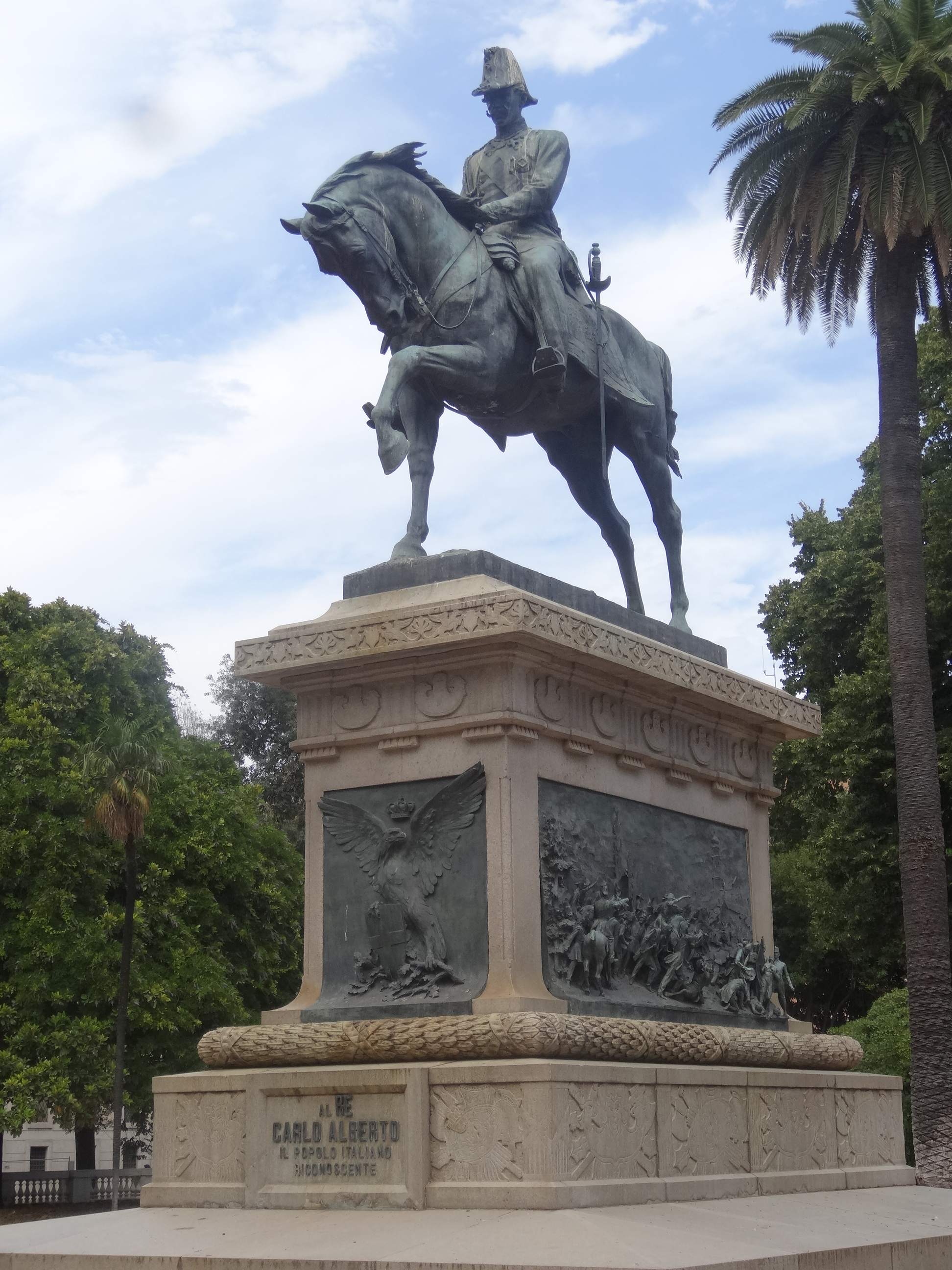
Il monumento equestre a Carlo Alberto a Roma.

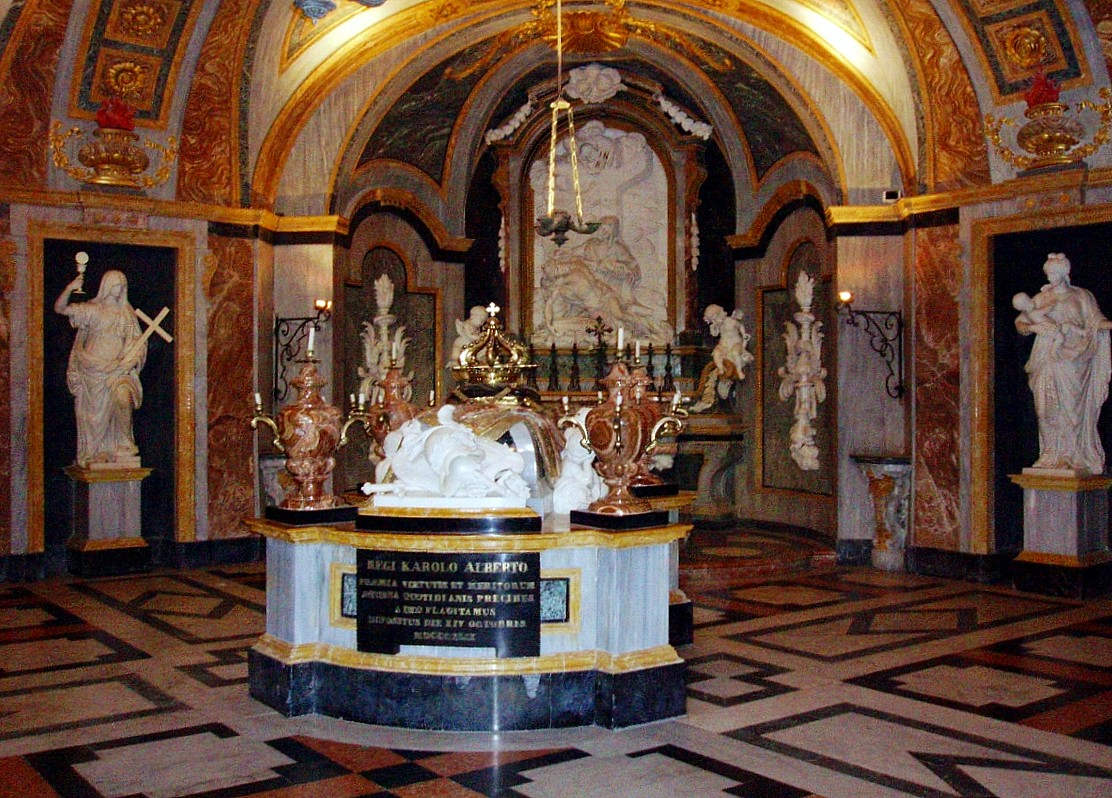
La tomba di Carlo Alberto, nella Sala dei Re della cripta reale della basilica di Superga a Torino

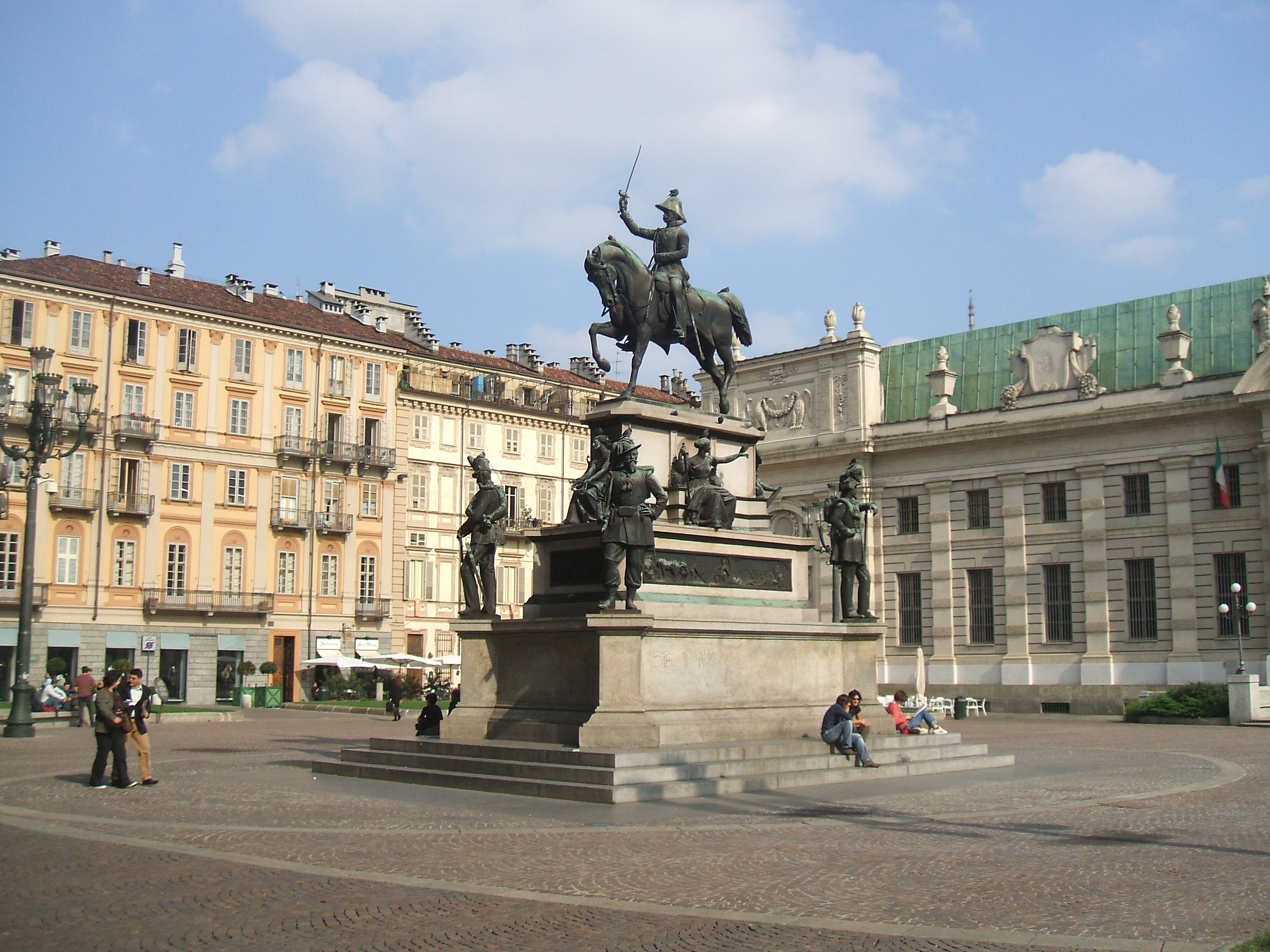
Il monumento equestre a Carlo Alberto nella omonima piazza a Torino.

Appena giunto nella città portoghese, Carlo Alberto fu sistemato all’Hotel do Peixe dove rimase per due settimane, durante le quali le sue condizioni si aggravarono. Accettò poi una nuova residenza da un privato in rua de Entre Quintas, con vista sull'oceano. Qui il 3 maggio accolse Giacinto Provana di Collegno e Luigi Cibrario che gli trasmisero un saluto del governo piemontese. A loro disse: 
(Carlo Alberto a Collegno e Cibrario, maggio 1849, in Bertoldi, p. 269)
Durante quei giorni Carlo Alberto soffriva di deperimento progressivo, tosse, ascessi. Lo colpirono due infarti, ma i medici consideravano più grave la situazione del fegato, per la quale l'ex sovrano si ostinava a mangiare pochissimo e a digiunare il venerdì. Leggeva le lettere e i giornali che arrivavano dall'Italia. Scriveva saltuariamente alla moglie, ma con calore e assiduità alla contessa di Robilant. Vietò sia alla madre sia alla moglie e ai figli di fargli visita.
Nel mese di giugno il suo stato di salute peggiorò irrimediabilmente. Dal 3 luglio, assistito dal medico Alessandro Riberi che Vittorio Emanuele gli aveva inviato da Torino, non fu più in grado di alzarsi ed era scosso da attacchi sempre più frequenti di tosse. Trascorse la notte fra il 27 e il 28 luglio in grande agitazione. Durante la mattinata del 28 si sentì meglio ma poi le condizioni peggiorarono a causa di un terzo infarto. Il sacerdote portoghese don Antonio Peixoto, che lo assisteva spiritualmente, accorse e gli impartì l'estrema unzione. L'ex sovrano mormorò in latino: «In manus tuas, Domine, commendo spiritum meum» («Nelle tue mani, Signore, affido il mio spirito»). Si addormentò con il crocifisso sul petto. Morì alle 15,30 del 28 luglio 1849, a poco meno di 51 anni.
Il corpo fu imbalsamato ed esposto nella cattedrale di Oporto. Il 3 settembre giunsero le navi Monzambano e Goito al comando di Eugenio di Savoia, cugino del defunto. Il 19 la salma fu trasportata a bordo del Monzambano che salpò la sera stessa per Genova, dove giunse il 4 ottobre. I funerali, con grande partecipazione di popolo, si svolsero il 13 nel Duomo di Torino, celebrante l'arcivescovo di Chambéry Alexis Billiet assistito da cinque vescovi piemontesi. Il giorno dopo la salma venne tumulata solennemente nei sotterranei della basilica di Superga, la cripta reale, dove tuttora riposa.

## I soprannomi
Carlo Alberto ebbe diversi soprannomi, fra cui italo Amleto, assegnatogli da Giosuè Carducci per il suo carattere cupo, conflittuale ed enigmatico. Ebbe anche l'appellativo di Re Tentenna ad opera di una satira di Domenico Carbone, perché oscillò a lungo tra la firma dello Statuto e le idee del suo passato da reazionario.
(Giosuè Carducci, Piemonte, vv. 65-72)

## Matrimonio e discendenza
Il 30 settembre 1817 Carlo Alberto sposò Maria Teresa d'Asburgo-Lorena, figlia del granduca Ferdinando III di Toscana e di Luisa Maria Amalia di Borbone-Due Sicilie. Dal matrimonio di Carlo Alberto e Maria Teresa nacquero:
- Vittorio Emanuele, successore di Carlo Alberto e primo re d'Italia;
- Ferdinando, duca di Genova, padre della futura regina d'Italia, Margherita;
- Maria Cristina (1826-1827).

## Ascendenza
|                                        |                        |                                                 | Genitori                                             |  |  | Nonni |  |  | Bisnonni                           |  |  | Trisnonni                             |  |
|                                        |                        |                                                 |                                                      |  |  |       |  |  | Luigi Vittorio di Savoia-Carignano |  |  | Vittorio Amedeo I di Savoia-Carignano |  |
|                                        |                        |                                                 |                                                      |  |  |       |  |  | Luigi Vittorio di Savoia-Carignano |  |  | Vittorio Amedeo I di Savoia-Carignano |  |
|                                        |                        | Vittoria Francesca di Savoia                    |                                                      |  |  |       |  |  | Luigi Vittorio di Savoia-Carignano |  |  |                                       |  |
| Vittorio Amedeo II di Savoia-Carignano |                        |                                                 |                                                      |  |  |       |  |  | Luigi Vittorio di Savoia-Carignano |  |  |                                       |  |
|                                        |                        | Cristina Enrichetta d'Assia-Rheinfels-Rotenburg | Ernesto Leopoldo d'Assia-Rheinfels-Rotenburg         |  |  |       |  |  |                                    |  |  |                                       |  |
|                                        |                        | Cristina Enrichetta d'Assia-Rheinfels-Rotenburg | Ernesto Leopoldo d'Assia-Rheinfels-Rotenburg         |  |  |       |  |  |                                    |  |  |                                       |  |
|                                        |                        | Cristina Enrichetta d'Assia-Rheinfels-Rotenburg | Eleonora Maria Anna di Löwenstein-Wertheim-Rochefort |  |  |       |  |  |                                    |  |  |                                       |  |
| Carlo Emanuele di Savoia-Carignano     |                        | Cristina Enrichetta d'Assia-Rheinfels-Rotenburg |                                                      |  |  |       |  |  |                                    |  |  |                                       |  |
|                                        |                        | Luigi Carlo di Lorena, principe di Lambesc      | Luigi di Lorena, principe di Lambesc                 |  |  |       |  |  |                                    |  |  |                                       |  |
|                                        |                        | Luigi Carlo di Lorena, principe di Lambesc      | Luigi di Lorena, principe di Lambesc                 |  |  |       |  |  |                                    |  |  |                                       |  |
|                                        |                        | Luigi Carlo di Lorena, principe di Lambesc      | Jeanne Henriette Marguerite de Durfort               |  |  |       |  |  |                                    |  |  |                                       |  |
| Giuseppina di Lorena                   |                        | Luigi Carlo di Lorena, principe di Lambesc      |                                                      |  |  |       |  |  |                                    |  |  |                                       |  |
|                                        |                        | Louise de Rohan-Rochefort                       | Charles de Rohan, principe di Rochefort              |  |  |       |  |  |                                    |  |  |                                       |  |
|                                        |                        | Louise de Rohan-Rochefort                       | Charles de Rohan, principe di Rochefort              |  |  |       |  |  |                                    |  |  |                                       |  |
|                                        |                        | Louise de Rohan-Rochefort                       | Eléonore Eugénie de Béthisy de Mézières              |  |  |       |  |  |                                    |  |  |                                       |  |
| Carlo Alberto di Savoia                |                        | Louise de Rohan-Rochefort                       |                                                      |  |  |       |  |  |                                    |  |  |                                       |  |
|                                        | Augusto III di Polonia | Augusto II di Polonia                           |                                                      |  |  |       |  |  |                                    |  |  |                                       |  |
|                                        | Augusto III di Polonia | Augusto II di Polonia                           |                                                      |  |  |       |  |  |                                    |  |  |                                       |  |
|                                        | Augusto III di Polonia | Cristiana Eberardina di Brandeburgo-Bayreuth    |                                                      |  |  |       |  |  |                                    |  |  |                                       |  |
| Carlo di Sassonia                      | Augusto III di Polonia |                                                 |                                                      |  |  |       |  |  |                                    |  |  |                                       |  |
|                                        |                        | Maria Giuseppa d'Austria                        | Giuseppe I d'Asburgo                                 |  |  |       |  |  |                                    |  |  |                                       |  |
|                                        |                        | Maria Giuseppa d'Austria                        | Giuseppe I d'Asburgo                                 |  |  |       |  |  |                                    |  |  |                                       |  |
|                                        |                        | Maria Giuseppa d'Austria                        | Guglielmina Amalia di Brunswick-Lüneburg             |  |  |       |  |  |                                    |  |  |                                       |  |
| Maria Cristina di Sassonia             |                        | Maria Giuseppa d'Austria                        |                                                      |  |  |       |  |  |                                    |  |  |                                       |  |
|                                        |                        | Conte Stanislao Korwin-Krasński                 | Conte Aleksander Krasiński                           |  |  |       |  |  |                                    |  |  |                                       |  |
|                                        |                        | Conte Stanislao Korwin-Krasński                 | Conte Aleksander Krasiński                           |  |  |       |  |  |                                    |  |  |                                       |  |
|                                        |                        | Conte Stanislao Korwin-Krasński                 | Salomea Trczinska                                    |  |  |       |  |  |                                    |  |  |                                       |  |
| Francesca Korwin-Krasińska             |                        | Conte Stanislao Korwin-Krasński                 |                                                      |  |  |       |  |  |                                    |  |  |                                       |  |
|                                        |                        | Anna Humiecka                                   | Stefan Humiecki, Voivoda di Podole                   |  |  |       |  |  |                                    |  |  |                                       |  |
|                                        |                        | Anna Humiecka                                   | Stefan Humiecki, Voivoda di Podole                   |  |  |       |  |  |                                    |  |  |                                       |  |
|                                        |                        | Anna Humiecka                                   | Katarzyna Krosnowska                                 |  |  |       |  |  |                                    |  |  |                                       |  |
|                                        |                        | Anna Humiecka                                   |                                                      |  |  |       |  |  |                                    |  |  |                                       |  |

## Onorificenze

Monogramma reale

### Onorificenze straniere
Carlo Alberto fu insignito di numerose onorificenze straniere. Queste quelle di cui si ha notizia da fonti attendibili:

### Esplicative
1. ↑  Il personaggio è rappresentato stante, a tre quarti di figura, con il corpo orientato di lieve tre quarti, e così il volto. Lo sguardo è rivolto verso sinistra. Porta i capelli corti e lisci, fronte scoperta. Indossa la giubba abbottonata e i pantaloni dell’uniforme dell’esercito del Regno di Sardegna. Una fascia in tessuto marezzato attraversa il busto e una seconda, ornata da motivo a righe diagonali, cinge la vita, dalla quale pende anche la spada chiusa nel fodero. Sulle spalle poggia il collare dell’ordine della SS.ma Annunziata e dal collo pendono tre onorificenze, non chiaramente riconoscibili. Sul petto sono appuntate la placca dell’ordine dell’Annunziata, quella dell’ordine dei SS. Maurizio e Lazzaro e una terza. Una mano guantata, poggia sull’elsa della spada. L’altra su un tavolo, coperto da tappeto sul quale si trova l’altro guanto e un cuscino ornato da gallone e fiocchi sul quale sono rappresentati una corona chiusa e il bastone del comando. Un tendone chiude la scena lasciando intravedere un brano di paesaggio sulla sinistra con scogli, mare, spiagge e cielo solcato da nubi.
2. ↑  Talamo: «C. A. soffrì molto per il matrimonio della madre e la forzata sottomissione al padrigno».
3. ↑  Montanelli, VII, p. 280 riporta le parole del sovrano al fratello Carlo Felice: «[È] un ragazzo di buon cuore e di buona volontà, ma di cui c’è da rifare tutta l’educazione».
4. ↑  Deceduto il secondogenito maschio a tre anni, Carlo Emanuele, a Vittorio Emanuele I rimanevano quattro figlie, ma la legge di successione salica vigente nel Regno di Sardegna non consentiva loro di salire al trono. Né Carlo Felice aveva avuto figli.
5. ↑  Talamo: «Vittorio Emanuele I aveva voluto subito C. A. presso di sé per provvedere alla sua educazione, per cancellare da essa le influenze degli anni ginevrini e parigini».
6. ↑  Pier Bernardo Marentini (1764-1840), di Saluzzo, filogiansenista, vicario generale dell'arcidiocesi di Torino, eletto da Napoleone Bonaparte vescovo di Piacenza nel 1813, ma non confermato dal papa.
7. ↑  Talamo: «Contemporaneamente, era premuto anche dai federati lombardi perché dichiarasse la guerra all'Austria. Ma se aveva dovuto cedere di fronte alla prima richiesta e concedere la costituzione, C. A. era ben deciso a non cedere di fronte alla seconda».
8. ↑  Talamo: «Ma a tale piano [di Carlo Felice] erano contraria la Francia favorevole al riconoscimento dei diritti di C. A. in funzione antiaustriaca, l'Inghilterra preoccupata per la situazione europea (rivoluzione in Spagna e rivoluzione in Grecia), le corti tedesche».
9. ↑  Dipinto di Horace Vernet del 1834.
10. ↑  Talamo: «Giunto a Parigi il 3 dicembre, sottoscrisse verso la fine del mese, nell'ambasciata di Sardegna, il giuramento deciso a Verona sul mantenimento delle leggi fondamentali dello Stato sabaudo».
11. ↑  Dipinto di Ferdinando Cavalleri (1794–1867).
12. ↑  Maria Antonietta di Robilant era madre di Carlo Felice Nicolis, conte di Robilant, futuro diplomatico e ministro degli Esteri del Regno d’Italia.
13. ↑  Significative sono le parole usate da Carlo Alberto nel suo diario: «Io dedicai le mie forze al maggior bene della Patria, allo scopo di creare un governo stabile, basato su leggi giuste ed uguali per tutti dinanzi a Dio; per mettere l'autorità regia in condizioni di sfuggire ai più gravi errori e alle ingiustizie, e perciò era necessario che essa rinunciasse definitivamente a immischiarsi nei fatti che sono esclusiva competenza dei tribunali, per mettere l'amministrazione al riparo dagli intrighi e dagli interessi individuali, e nondimeno animata da spirito progressivo; per favorire l'industria in tutte le sue manifestazioni; per onorare e ricompensare il merito, in qualunque ordine di persone si manifestasse; per creare un esercito che fosse in grado di sostenere gloriosamente l'onore e l'indipendenza nazionale; per introdurre nell'amministrazione delle finanze una disciplina, una economia, una severità tali che permettessero di intraprendere, quandochessia, grandi cose, e nello stesso tempo di non gravare le popolazioni con eccessive imposte tributarie.|Dal diario di Carlo Alberto». In Bertoldi, pp. 199-200
14. ↑  All'epoca i ministri si chiamavano “primi segretari”.
15. ↑  Per questo motivo Carlo Alberto propose come supervisore generale il vescovo di Moriana Alexis Billiet, ma il pontefice preferì nominare l'italiano Giuseppe Morozzo Della Rocca Cibrario, p. 416; per un quadro complessivo dell'attività del Morozzo della Rocca, si veda il capitolo del libro di Lorandi, Parte terza. Riformare il clero secolare e regolare. Da Novara al Regno di Sardegna, pp. 115-180. Secondo Cristina Siccardi, l'operato sociale di molti sacerdoti e religiosi piemontesi fu favorito dall'accondiscendenza del re: tra questi, si deve ricordare l'opera di san Giovanni Bosco.
16. ↑  Carlo Alberto scrisse nel novembre del 1833 a Francesco IV di Modena: «Stanco dello stato di angoscia in cui ci tiene la “Giovine Italia”, delle sue reiterate minacce di invasione, dubitando che i suoi membri non osassero intraprendere nulla […] dato che le grandi potenze non si risolvono a troncare il male alla radice, ho mandato un agente sicurissimo, circa sei settimane fa, per stimolare i capi della “Giovine Italia” a organizzare un movimento contro di me, lasciando loro intravedere la possibilità che un maggiore del forte di Fenestrelle gli consegnerebbe questa posizione, purché vi giungessero in gran numero e avessero alla loro testa Ramorino, Mazzini, [Carlo] Bianco [di Saint Jorioz] e i loro capi principali: […] la facilità di recarmi io stesso fin là con forze considerevoli in poche ore, mi indusse a tentare quest'astuzia di guerra per impadronirmi dei capi rivoluzionari italiani […]» (Bertoldi, p. 196).
17. ↑  Solo alcuni congiurati attaccarono sconsideratamente una caserma a Les Échelles: due di loro vennero catturati e fucilati. Nello scontro morì il carabiniere Giovanni Battista Scapaccino, alla cui memoria Carlo Alberto conferì la prima medaglia d'oro della storia d'Italia (Bertoldi, p. 198).
18. ↑  Ritratto di Thomas Lawrence del 1825.
19. ↑  Osserva Montanelli, VIII, p. 36: «Forse, a ispirargli tanto zelo legittimista era proprio il fatto che anche lui, come l'Orléans [Luigi Filippo], veniva da un ramo cadetto della dinastia Savoia...Voleva insomma dimostrarsi più Savoia degli stessi Savoia».
20. ↑  Ritratto attribuito a Vicente López y Portaña.
21. ↑  Da quel momento il tricolore divenne la bandiera del Regno di Sardegna e del successivo Regno d'Italia.
22. ↑  Opera di Stanislao Grimaldi (1825-1903).
23. ↑  Mack Smith, p. 209: l'allocuzione del 29 aprile fu tale che Carlo Alberto si sentì spegnere la spinta ideologica che l'aveva spronato a dichiarare guerra all'Austria, dal momento che Pio IX, con tale atto, aveva sconfessato le operazioni militari e il movimento neoguelfo.
24. ↑  Oliva, p. 364: «La truppa, inoltre, reclutata fra contadini ideologicamente legati al clericalismo reazionario delle campagne, non comprende le ragioni della guerra nazionale e dopo i primi rovesci dimostra un'avversione per i combattimenti...»
25. ↑  Dipinto di Carlo Bossoli.
26. ↑  Esposta nell'Armeria Reale di Torino.
27. ↑  Questo il resoconto della nobildonna Cristina Trivulzio di Belgiojoso che partecipò attivamente ai moti di Milano e in seguito alla difesa della Repubblica romana dai francesi: «Una deputazione della guardia nazionale salì a interrogare Carlo Alberto sul motivo della capitolazione. Egli negò, ma fu costretto a seguire, suo malgrado, quei deputati al balcone da dove arringò al popolo, scusandosi della sua ignoranza dei veri sentimenti dei Milanesi; e compiacendosi di vederli così pronti alla difesa, promise solennemente di battersi alla loro testa sino all'ultimo sangue. Qualche colpo di fucile partì contro Carlo Alberto. Alle ultime parole del suo discorso, il popolo sdegnato gridò: “Se è così lacerate la capitolazione”. Il re allora levò di tasca un pezzo di carta, lo tenne in alto affinché il popolo lo vedesse, e poi lo fece a pezzi». In Cristina Trivulzio di Belgioioso, La rivoluzione lombarda del 1848, citata in Bendiscioli-Gallia, p. 154
28. ↑  Memorie ed osservazioni sulla guerra dell'indipendenza d'Italia, raccolte da un ufficiale piemontese, Stamperia Reale, Torino, 1848. Scritto in forma anonima, il libro fu subito tolto dalla circolazione per desiderio del nuovo ministro della Guerra Giuseppe Dabormida che vi ravvisava la fonte di future polemiche. Il volume cercava di dimostrare il coraggio del re, dei figli e della truppa; ma quasi nulla diceva sulle responsabilità del comando supremo.
29. ↑  Dipinto di Antonio Puccinelli.
30. ↑  Oggi l'omonima residenza ospita un museo locale, l’Extenšao do Romantismo.
31. ↑  Lo storico Oliva, p. 366 così commenta: «morì portandosi nella tomba la convinzione di non essere mai stato compreso, ma anche la contraddizione di non avere mai compreso se stesso».

### Bibliografiche
1. 1 2  Bertoldi, pp. 25-26.
2. ↑  Oliva, p. 349.
3. ↑  Per la biografia di Carlo Emanuele, cfr. Lemmi
4. 1 2 3  Oliva, p. 350.
5. 1 2 3 4 5 6 7 8 9 10 11 12 13 14 15 16 17 18 19 20 21  Talamo.
6. ↑  Bertoldi, pp. 26-27.
7. ↑  Bertoldi, pp. 27-28.
8. ↑  Bocca, p. 191.
9. ↑  Comandini, I, p. 403.
10. ↑  Bertoldi, pp. 31-32.
11. 1 2 3  Bocca, p. 192.
12. ↑  Bertoldi, p. 33.
13. ↑  Ferma restando la genealogia dei Savoia, il tema della successione ad Umberto 
II come capo del casato è oggetto di controversia tra i sostenitori di opposte tesi rispetto all'attribuzione del titolo a Vittorio Emanuele piuttosto che a Amedeo: infatti il 7 luglio 2006 la Consulta dei senatori del Regno, con un 
comunicato, ha dichiarato decaduto da ogni diritto dinastico Vittorio Emanuele ed i suoi successori ed ha indicato duca di Savoia e capo della famiglia il duca d'Aosta, Amedeo di Savoia-Aosta, fatto contestato anche sotto il profilo della legittimità da parte dei sostenitori di Vittorio Emanuele. Per approfondimenti leggere qui.
14. ↑  Bertoldi, pp. 34-35.
15. ↑  Bertoldi, pp. 35-36.
16. ↑  Commandini, I, p. 730, §1.
17. ↑  Bertoldi, p. 40.
18. ↑  Commandini, I, p. 938, §2.
19. ↑  Bertoldi, p. 56.
20. ↑  Bocca, p. 193.
21. ↑  Comandini, I, pp. 954, 956.
22. ↑  Bertoldi, pp. 46-47.
23. 1 2  Bocca, p. 194.
24. ↑  Bertoldi, pp. 52-55, 57.
25. ↑  Comandini, I, p. 1028, §2.
26. ↑  Bertoldi, p. 59.
27. ↑  Comandini, I, p. 1035, §2.
28. ↑  Brofferio, p. 130.
29. ↑  Oliva, pp. 346-347.
30. ↑  Brofferio, pp. 131-137.
31. ↑  Brofferio, pp. 138-139.
32. ↑  Bertoldi, p. 63.
33. ↑  Comandini, I, p. 1116, §1.
34. ↑  Bertoldi, pp. 63-65, 76.
35. ↑  Comandini, I, p. 1116, §2.
36. ↑  Bertoldi, pp. 75-79.
37. ↑  Comandini, I, p.1118, §2.
38. ↑  Bertoldi, pp. 85-89, 98.
39. ↑  Montanelli, VII, p. 280.
40. ↑  Bertoldi, pp. 91-93.
41. ↑  Bertoldi, pp. 91-95.
42. ↑  Bertoldi, pp. 95-96.
43. 1 2  Comandini, I, p. 1122, §1.
44. ↑  Bertoldi, p. 97.
45. ↑  Oliva, p. 352.
46. ↑  Bertoldi, pp. 97-99.
47. ↑  Montanelli, VII, pp. 350-351.
48. ↑  Bertoldi, pp. 104-106.
49. ↑  Bertoldi, pp. 109-110, 116-118.
50. ↑  Bertoldi, p. 119.
51. ↑  Montanelli, VII, pp. 353-354.
52. ↑  Montanelli, VIII, p. 37.
53. ↑  Montanelli, VII, p. 393.
54. ↑  Bertoldi, pp. 135-136.
55. ↑  Bertoldi, pp. 123-125, 127-128.
56. ↑  Comandini, I, p. 1210 §2.
57. ↑  Bertoldi, pp. 130-131.
58. ↑  Bertoldi, pp. 128-131.
59. ↑  Oliva, p. 356.
60. ↑  Bertoldi, p. 140.
61. ↑  Bertoldi, pp. 140-141.
62. ↑  Comandini, I, p. 1222 §2.
63. ↑  Bertoldi, pp. 141-142.
64. ↑  Bertoldi, pp. 142-144.
65. 1 2  Montanelli, VII, p. 396.
66. ↑  Bertoldi, pp. 144-145.
67. ↑  Bertoldi, p. 146.
68. ↑  Bocca, pp. 197-198.
69. ↑  Bertoldi, pp. 153-156.
70. ↑  Bertoldi, p. 156.
71. ↑  Bertoldi, p. 161.
72. ↑  Comandini, II, p. 290.
73. ↑  Comandini, II, pp. 296-297.
74. ↑  Bertoldi, pp. 164-167.
75. 1 2  Oliva, p. 358.
76. ↑  Bertoldi, p. 177.
77. 1 2  Brofferio, III, p. 8.
78. 1 2  Bertoldi, pp. 181-182.
79. ↑  Brofferio, III, pp. 9-10.
80. 1 2  Bocca, p. 200.
81. ↑  Lorandi, p. 168.
82. ↑  Oliva, p. 357.
83. ↑  Brofferio, III, p. 9.
84. ↑  Bocca, p. 198.
85. ↑  Bertoldi, p. 182.
86. ↑  Brofferio, III, p. 10.
87. ↑   Luciano Sattolo, 188° anniversario della Fondazione del Corpo dei Bersaglieri, su assobersaglieri.it, 18 giugno 2024. URL consultato il 16 luglio 2024.
88. 1 2  Siccardi.
89. ↑  Lorandi, p. 167.
90. ↑  Cibrario, p. 416.
91. ↑  Montanelli, VIII, p. 35.
92. ↑  Bertoldi, pp. 178, 181.
93. ↑  Bertoldi, pp. 187-191.
94. ↑  Bertoldi, pp. 192-194.
95. ↑  Bertoldi, pp. 194-198.
96. ↑  Bertoldi, pp. 173-174.
97. ↑  Bertoldi, pp. 174-175.
98. ↑  Bertoldi, pp. 175-176.
99. 1 2  Bertoldi, p. 184.
100. ↑  Piccola-Treccani, p. 723.
101. ↑  In Bertoldi, p. 201 si riporta la prima data; Talamo riporta invece la seconda.
102. ↑  Bertoldi, p. 201.
103. ↑  Bertoldi, p. 203.
104. 1 2  Bertoldi, pp. 201-202.
105. ↑  Montanelli, VIII, p. 107.
106. ↑  Bertoldi, p. 202.
107. ↑  Oliva, p. 360.
108. 1 2  Bocca, p. 201.
109. ↑  Bertoldi, pp. 202-203.
110. ↑  Bertoldi, pp. 204-206.
111. ↑  Oliva, p. 361.
112. ↑  Bertoldi, pp. 206-207.
113. 1 2  Bertoldi, p. 208.
114. ↑  Comandini, II, p. 1374.
115. ↑  Testo dello Statuto: articolo 1.
116. ↑  Bertoldi, pp. 208-210.
117. ↑  https://www.chiesavaldese.org/aria_cms.php?page=32
118. ↑   Luciano Violante, Tullia Zevi, Gianni E. Rostan, Gustavo Zagrebelsky, Alberto Cavaglion, Mario Miegge, Jean Baubérot, 1848-1998. Il lungo cammino della libertà. Centocinquantesimo anniversario del riconoscimento dei diritti civili e politici alle minoranze valdese ed ebraica, Roma, Camera dei deputati, 1998.
119. ↑  Bertoldi, p. 229.
120. ↑  Bertoldi, pp. 229-230.
121. ↑  Bertoldi, pp. 230-231.
122. ↑  Bertoldi, p. 233.
123. ↑  Clark, p. 87.
124. ↑  Bertoldi, pp. 234-236.
125. ↑  Pieri, pp. 202-211.
126. ↑  Bertoldi, p. 237.
127. ↑  Pieri, pp. 211-213.
128. ↑  Pieri, pp. 222-226, 243-251.
129. ↑  Bertoldi, p. 240.
130. ↑  Bertoldi, pp. 240-241.
131. ↑  Pieri, p. 251.
132. ↑  Pieri, pp. 252-263, 333-337.
133. ↑  Montanelli, VIII, p. 218.
134. ↑  Comandini, II, p. 1518.
135. ↑  Bertoldi, p. 244.
136. ↑  Pieri, pp. 264-265.
137. ↑  Montanelli, VIII, pp. 258-259.
138. ↑  Bertoldi, pp. 245-247.
139. ↑  Pieri, pp. 286-311.
140. ↑  Bertoldi, p. 251.
141. ↑  Bertoldi, pp. 251-252.
142. ↑  Bertoldi, pp. 258-259.
143. ↑  Bertoldi, pp. 260-265.
144. ↑  Bertoldi, p. 266.
145. ↑  Bertoldi, pp. 266-267.
146. ↑  I primi dispacci sull'arrivo e il soggiorno di Carlo Alberto sono dovuti al console sardo a Lisbona, Roberto Stefano Moro. Adolfo Colombo, Carlo Alberto a Oporto secondo nuovi documenti, Estratto dalla Rassegna storica del Risorgimento Anno XX Luglio-Settembre 1933 Fasc. III., pag. 616.
147. ↑  Bertoldi, pp. 268-269.
148. ↑  Bertoldi, pp. 270-271.
149. ↑  Bertoldi, pp. 271-272.
150. ↑  Comandini, II, p. 1705; 1710; 1712; 1714.
151. ↑  Bertoldi, p. 252.
152. ↑  Avancini, p. 252.
153. ↑  Bertoldi, pp. 130-131, 142, 145.
154. ↑   Geneall, su geneall.net. URL consultato l'8 gennaio 2016.
155. ↑   Almanacco Imperiale Reale per le provincie del Regno Lombardo-Veneto soggette al governo di Milano per l'anno 1834, pp. 28, 31., su books.google.it. URL consultato l'8 gennaio 2016.
156. ↑   Angelo Scordo, Vicende e personaggi dell'Insigne e reale Ordine di San Gennaro dalla sua fondazione alla fine del Regno delle Due Sicilie, p. 9. (PDF), su socistara.it. URL consultato l'8 gennaio 2016 (archiviato dall'url originale il 4 marzo 2016).